# Китай на літніх Олімпійських іграх 2016
Китайську Народну Республіку на літніх Олімпійських іграх 2016 представляли 416 спортсменів у 29 видах спорту.

## Спортсмени
| Дисципліна                      | Чоловіки | Жінки | Разом |
| ------------------------------- | -------- | ----- | ----- |
| Стрільба з лука                 | 3        | 3     | 6     |
| Легка атлетика                  | 30       | 30    | 60    |
| Бадмінтон                       | 7        | 8     | 15    |
| Баскетбол                       | 12       | 12    | 24    |
| Бокс                            | 8        | 3     | 11    |
| Веслування на байдарках і каное | 4        | 6     | 10    |
| Велоспорт                       | 7        | 10    | 17    |
| Стрибки у воду                  | 6        | 7     | 13    |
| Кінний спорт                    | 1        | 0     | 1     |
| Фехтування                      | 6        | 7     | 13    |
| Хокей на траві                  | 0        | 18    | 18    |
| Футбол                          | 0        | 22    | 22    |
| Гольф                           | 2        | 2     | 4     |
| Гімнастика                      | 7        | 13    | 20    |
| Дзюдо                           | 2        | 4     | 6     |
| Сучасне п'ятиборство            | 2        | 2     | 4     |
| Академічне веслування           | 7        | 12    | 19    |
| Вітрильний спорт                | 4        | 4     | 8     |
| Стрільба                        | 12       | 10    | 22    |
| Плавання                        | 19       | 26    | 45    |
| Синхронне плавання              | —        | 9     | 9     |
| Настільний теніс                | 4        | 4     | 8     |
| Тхеквондо                       | 2        | 2     | 4     |
| Теніс                           | 0        | 5     | 5     |
| Тріатлон                        | 1        | 1     | 2     |
| Волейбол                        | 0        | 14    | 14    |
| Водне поло                      | 0        | 13    | 13    |
| Важка атлетика                  | 6        | 4     | 10    |
| Боротьба                        | 8        | 5     | 13    |
| Разом                           | 160      | 256   | 416   |

## Нагороди
| Медаль | Спортсмен | Вид спорту            | Дисципліна                                                    |
| ------ | --- | --------------------- | ------------------------------------------------------------- |
| Золото | Чжан Менсюе | Стрільба              | жінки, пневматичний пістолет, 10 метрів                       |
| Золото | Ши Тінмао У Мінься | Стрибки у воду        | Стрибки у воду — синхронний трамплін, 3 метри (жінки)         |
| Золото | Лінь Юе Чень Айсень | Стрибки у воду        | Стрибки у воду — синхронна вишка, 10 метрів (чоловіки)        |
| Золото | Сунь Ян | Плавання              | Плавання — 200 метрів вільним стилем (чоловіки)               |
| Золото | Ден Вей | Важка атлетика        | Важка атлетика до 63 кг (жінки)                               |
| Золото | Чень Жолінь Лю Хуейся | Стрибки у воду        | Стрибки у воду — синхронна вишка, 10 метрів (жінки)           |
| Золото | Лун Цінцюань | Важка атлетика        | чоловіки, до 56 кг                                            |
| Золото | Ши Чжиюн | Важка атлетика        | чоловіки, до 69 кг                                            |
| Золото | Сян Яньмей | Важка атлетика        | жінки, до 69 кг                                               |
| Золото | Дін Нін | Настільний теніс      | Настільний теніс — одиночний розряд (жінки)                   |
| Золото | Ма Лун | Настільний теніс      | Настільний теніс — одиночний розряд (чоловіки)                |
| Золото | Ван Чжень | Легка атлетика        | Легка атлетика — спортивна ходьба на 20 кілометрів (чоловіки) |
| Золото | Гун Цзіньцзє Чжун Тяньши | Велоспорт             | Велоспорт — командний спринт (жінки)                          |
| Золото | Ши Тінмао | Стрибки у воду        | Стрибки у воду — трамплін, 3 метри (жінки)                    |
| Золото | Мен Супін | Важка атлетика        | понад 75 кг (жінки)                                           |
| Золото | Цао Юань | Стрибки у воду        | Стрибки у воду — трамплін, 3 метри (чоловіки)                 |
| Золото | Лю Шівень Дін Нін Лі Сяося | Настільний теніс      | командний розряд (жінки)                                      |
| Золото | Ма Лун Сюй Сінь Чжан Цзіке | Настільний теніс      | командний розряд (чоловіки)                                   |
| Золото | Чжао Шуай | Тхеквондо             | до 58 кг (чоловіки)                                           |
| Золото | Жень Цянь | Стрибки у воду        | вишка, 10 метрів (жінки)                                      |
| Золото | Фу Хайфен Чжан Нань | Бадмінтон             | парний розряд (чоловіки)                                      |
| Золото | Лю Хун | Легка атлетика        | спортивна ходьба на 20 кілометрів (жінки)                     |
| Золото | Чень Лун | Бадмінтон             | одиночний розряд (чоловіки)                                   |
| Золото | Чень Айсень | Стрибки у воду        | вишка, 10 метрів (чоловіки)                                   |
| Золото | Чжен Шуїнь | Тхеквондо             | понад 67 кг (жінки)                                           |
| Золото | Жіноча збірна Китаю з волейболу Юань Сіньюе Чжу Тін Ян Фансю Гун Сян'юй Вей Цююе Чжан Чаннін Лю Сяотон Сю Юньлі Хуей Жуоці (капітан) Лінь Лі (ліберо) Дін Ся Янь Ні | Волейбол              | жінки                                                         |
| Срібло | Сунь Ян | Плавання              | чоловіки, 400 м вільним стилем                                |
| Срібло | Сюй Цзяюй | Плавання              | чоловіки, 100 м на спині                                      |
| Срібло | Ду Лі | Стрільба              | жінки, пневматична гвинтівка, 10 метрів                       |
| Срібло | Люй Сяоцзюнь | Важка атлетика        | чоловіки, до 77 кг                                            |
| Срібло | Лі Сяося | Настільний теніс      | одиночний розряд (жінки)                                      |
| Срібло | Чжан Біньбінь | Стрільба              | гвинтівка з трьох положень, 50 метрів (жінки)                 |
| Срібло | Сюй Аньці Сунь Івень Сунь Юйцзє Хао Цзялю | Фехтування            | командна шпага (жінки)                                        |
| Срібло | Чжан Цзіке | Настільний теніс      | одиночний розряд (чоловіки)                                   |
| Срібло | Цай Цзелінь | Легка атлетика        | спортивна ходьба на 20 кілометрів (чоловіки)                  |
| Срібло | Тянь Тао | Важка атлетика        | чоловіки, до 85 кг                                            |
| Срібло | Дон Дон | Стрибки на батуті     | Чоловіки's trampoline                                         |
| Срібло | Чень Пейна | Вітрильний спорт      | RS:X (жінки)                                                  |
| Срібло | Хе Цзи | Стрибки у воду        | трамплін, 3 метри (жінки)                                     |
| Срібло | Чжан Веньсю | Легка атлетика        | жінки, метання молота                                         |
| Срібло | Хуан Сюечень Сунь Веньянь | Синхронне плавання    | дуети                                                         |
| Срібло | Си Яцзе | Стрибки у воду        | вишка, 10 метрів (жінки)                                      |
| Срібло | Ґу Сяо Го Лі Лі Сяолу Лян Сіньпін Сунь Веньянь Тан Менні Їнь Ченсінь Цзен Чжень Хуан Сюечень                                                                        | Синхронне плавання    | групи                                                         |
| Срібло | Їнь Цзюньхуа | Бокс                  | до 60 кг (жінки)                                              |
| Бронза | Пан Вей | Стрільба              | чоловіки, пневматичний пістолет, 10 метрів                    |
| Бронза | І Силін | Стрільба              | жінки, пневматична гвинтівка, 10 метрів                       |
| Бронза | Сунь Івень | Фехтування            | Жінки, шпага, особиста першість                               |
| Бронза | Ден Шуді Лін Чаопан Лю Ян Ю Хао Чжан Ченлун | Гімнастика            | командна першість (чоловіки)                                  |
| Бронза | Фу Юаньхуей | Плавання              | 100 метрів на спині (жінки)                                   |
| Бронза | Фань Їлінь Мао Ї Шан Чуньсун Тань Цзясінь Ван Янь | Гімнастика            | командна першість (жінки)                                     |
| Бронза | Чен Сюньчжао | Дзюдо                 | до 90 кг (чоловіки)                                           |
| Бронза | Цао Юань Цінь Кай | Стрибки у воду        | синхронний трамплін, 3 метри (чоловіки)                       |
| Бронза | Ду Лі | Стрільба              | гвинтівка з трьох положень, 50 метрів (жінки)                 |
| Бронза | Ши Цзінлінь | Плавання              | 200 метрів брасом (жінки)                                     |
| Бронза | Ван Шунь | Плавання              | 200 метрів комплексом (чоловіки)                              |
| Бронза | Хуан Вен'ї Пань Фейхун | Академічне веслування | парні двійки, легка вага (жінки)                              |
| Бронза | Юй Сун | Дзюдо                 | понад 78 кг (жінки)                                           |
| Бронза | Лі Дань | Гімнастика            | Стрибки на батуті, жінки                                      |
| Бронза | Дуань Цзінлі | Академічне веслування | одиночки (жінки)                                              |
| Бронза | Лі Юехун | Стрільба              | швидкісний пістолет, 25 метрів (чоловіки)                     |
| Бронза | Ґао Лей | Гімнастика            | Стрибки на батуті, чоловіки                                   |
| Бронза | Дун Бінь | Легка атлетика        | чоловіки, потрійний стрибок                                   |
| Бронза | Чжан Нань Чжао Юньлей | Бадмінтон             | змішаний розряд                                               |
| Бронза | Сунь Янань | Боротьба              | до 48 кг (жінки)                                              |
| Бронза | Жень Цаньцань | Бокс                  | до 51 кг (жінки)                                              |
| Бронза | Чжан Фенлью | Боротьба              | до 75 кг (жінки)                                              |
| Бронза | Ху Цзяньгуань | Бокс                  | до 52 кг (чоловіки)                                           |
| Бронза | Лі Цянь | Бокс                  | до 75 кг (жінки)                                              |
| Бронза | Люй Сючжи | Легка атлетика        | спортивна ходьба на 20 кілометрів (жінки)                     |
| Бронза | Фен Шаньшань | Гольф                 | жінки                                                         |

## Стрільба з лука
Чоловіки
| Спортсмен                  | Дисципліна    | Попередній раунд | Попередній раунд | 1/32 фіналу            | 1/16 фіналу        | 1/8 фіналу           | Чвертьфінали       | Півфінали          | Фінал / БМ            | Фінал / БМ      |
| Спортсмен                  | Дисципліна    | Результат        | Сіяний           | Суперник Результат     | Суперник Результат | Суперник Результат   | Суперник Результат | Суперник Результат | Суперник Результат    | Місце           |
| -------------------------- | ------------- | ---------------- | ---------------- | ---------------------- | ------------------ | -------------------- | ------------------ | ------------------ | --------------------- | --------------- |
| Гу Сюесун                  | Індивідуальні | 670              | 17               | Дузельбаєв (KAZ) L 4–6 | Завершив виступ    | Завершив виступ      | Завершив виступ    | Завершив виступ    | Завершив виступ       | Завершив виступ |
| Ван Дапен                  | Індивідуальні | 667              | 19               | Малаве (VEN) L 2–6     | Завершив виступ    | Завершив виступ      | Завершив виступ    | Завершив виступ    | Завершив виступ       | Завершив виступ |
| Сін Юй                     | Індивідуальні | 660              | 32               | Агата (INA) L 1–7      | Завершив виступ    | Завершив виступ      | Завершив виступ    | Завершив виступ    | Завершив виступ       | Завершив виступ |
| Гу Сюесун Ван Дапен Сін Юй | Команда       | 1997             | 6                | Н/Д                    | Н/Д                | Бразилія (BRA) W 6–2 | Італія (ITA) W 6–0 | США (USA) L 0–6    | Австралія (AUS) L 2–6 | 4               |

Жінки
| Спортсменка                 | Дисципліна    | Попередній раунд | Попередній раунд | 1/32 фіналу         | 1/16 фіналу              | 1/8 фіналу          | Чвертьфінали        | Півфінали           | Фінал / БМ          | Фінал / БМ       |
| Спортсменка                 | Дисципліна    | Результат        | Сіяна            | Суперниця Результат | Суперниця Результат      | Суперниця Результат | Суперниця Результат | Суперниця Результат | Суперниця Результат | Місце            |
| --------------------------- | ------------- | ---------------- | ---------------- | ------------------- | ------------------------ | ------------------- | ------------------- | ------------------- | ------------------- | ---------------- |
| Цао Хуей                    | Індивідуальні | 631              | 28               | Сенюк (AZE) W 7–1   | Дашидоржиєва (RUS) W 6–4 | Унрух (GER) L 2–6   | Завершила виступ    | Завершила виступ    | Завершила виступ    | Завершила виступ |
| Ці Юйхун                    | Індивідуальні | 649              | 11               | Канетта (BRA) W 7–1 | Лонгова (SVK) W 6–0      | У Цз (CHN) L 5–6    | Завершила виступ    | Завершила виступ    | Завершила виступ    | Завершила виступ |
| У Цзясінь                   | Індивідуальні | 653              | 6                | Хаясі (JPN) W 7–1   | Мірча (MDA) W 6–0        | Ці Юй (CHN) W 6–5   | Кі Б-б (KOR) L 2–6  | Завершила виступ    | Завершила виступ    | Завершила виступ |
| Цао Хуей Ці Юйхун У Цзясінь | Команда       | 1933             | 3                | Н/Д                 | Н/Д                      | Bye                 | Італія (ITA) L 3–5  | Завершила виступ    | Завершила виступ    | Завершила виступ |

## Легка атлетика
Легенда
- Note – для трекових дисциплін місце вказане лише для забігу, в якому взяв участь спортсмен
- Q = пройшов у наступне коло напряму
- q = пройшов у наступне коло за добором (для трекових дисциплін - найшвидші часи серед тих, хто не пройшов напряму; для технічних дисциплін - увійшов до визначеної кількості фіналістів за місцем якщо напряму пройшло менше спортсменів, ніж визначена кількість)
- NR = Національний рекорд
- N/A = Коло відсутнє у цій дисципліні
- Bye = спортсменові не потрібно змагатися у цьому колі

Трекові і шосейні дисципліни
Чоловіки
| Спортсмен                                                           | Дисципліна                    | Попередній забіг | Попередній забіг | Чвертьфінал | Чвертьфінал | Півфінал        | Півфінал        | Фінал           | Фінал           |
| Спортсмен                                                           | Дисципліна                    | Результат        | Місце            | Результат   | Місце       | Результат       | Місце           | Результат       | Місце           |
| ------------------------------------------------------------------- | ----------------------------- | ---------------- | ---------------- | ----------- | ----------- | --------------- | --------------- | --------------- | --------------- |
| Цай Цзелінь                                                         | ходьба на 20 км               | Н/Д              | Н/Д              | Н/Д         | Н/Д         | Н/Д             | Н/Д             | 1:19:26         | 2               |
| Чень Дін                                                            | ходьба на 20 км               | Н/Д              | Н/Д              | Н/Д         | Н/Д         | Н/Д             | Н/Д             | 1:23:54         | 39              |
| Дун Гоцзянь                                                         | Марафон                       | Н/Д              | Н/Д              | Н/Д         | Н/Д         | Н/Д             | Н/Д             | 2:15:32         | 29              |
| До Буцзє                                                            | Марафон                       | Н/Д              | Н/Д              | Н/Д         | Н/Д         | Н/Д             | Н/Д             | 2:24:22         | 91              |
| Хань Ючжен                                                          | ходьба на 50 км               | Н/Д              | Н/Д              | Н/Д         | Н/Д         | Н/Д             | Н/Д             | 4:32:35         | 47              |
| Су Бінтянь                                                          | 100 м                         | Bye              | Bye              | 10.17       | 3 q         | 10.08           | 4               | Завершив виступ | Завершив виступ |
| Wang Zhen                                                           | ходьба на 20 км               | Н/Д              | Н/Д              | Н/Д         | Н/Д         | Н/Д             | Н/Д             | 1:19:14         | 1               |
| Ван Чженьдун                                                        | ходьба на 50 км               | Н/Д              | Н/Д              | Н/Д         | Н/Д         | Н/Д             | Н/Д             | 3:48:50         | 11              |
| Сє Веньцзюнь                                                        | 110 м з бар'єрами             | 13.69            | 7                | Н/Д         | Н/Д         | Завершив виступ | Завершив виступ | Завершив виступ | Завершив виступ |
| Се Чженьє                                                           | 100 м                         | Bye              | Bye              | 10.08       | 1 Q         | 10.11           | 7               | Завершив виступ | Завершив виступ |
| Юй Вей                                                              | ходьба на 50 км               | Н/Д              | Н/Д              | Н/Д         | Н/Д         | Н/Д             | Н/Д             | 3:43:00         | 5               |
| Чжан Пеймен                                                         | 100 м                         | Bye              | Bye              | 10.36       | 7           | Завершив виступ | Завершив виступ | Завершив виступ | Завершив виступ |
| Женьсюе Чжу                                                         | Марафон                       | Н/Д              | Н/Д              | Н/Д         | Н/Д         | Н/Д             | Н/Д             | 2:25:31         | 96              |
| Mo Youxue Су Бінтянь Tang Xingqiang Сє Чженьє Yang Yang Чжан Пеймен | естафета 4×100 метрів (жінки) | 37.82 AR         | 2 Q              | Н/Д         | Н/Д         | Н/Д             | Н/Д             | 37.90           | 4               |

Жінки
| Спортсменка                                                        | Дисципліна                    | Попередній забіг | Попередній забіг | Чвертьфінал | Чвертьфінал | Півфінал         | Півфінал         | Фінал            | Фінал            |
| Спортсменка                                                        | Дисципліна                    | Результат        | Місце            | Результат   | Місце       | Результат        | Місце            | Результат        | Місце            |
| ------------------------------------------------------------------ | ----------------------------- | ---------------- | ---------------- | ----------- | ----------- | ---------------- | ---------------- | ---------------- | ---------------- |
| Хуа Шаоцін                                                         | Марафон                       | Н/Д              | Н/Д              | Н/Д         | Н/Д         | Н/Д              | Н/Д              | 2:45:09          | 79               |
| Лю Хун                                                             | ходьба на 20 км               | Н/Д              | Н/Д              | Н/Д         | Н/Д         | Н/Д              | Н/Д              | 1:28:35          | 1                |
| Люй Сючжи                                                          | ходьба на 20 км               | Н/Д              | Н/Д              | Н/Д         | Н/Д         | Н/Д              | Н/Д              | 1:28:42          | 3                |
| Цєян Шеньцзє                                                       | ходьба на 20 км               | Н/Д              | Н/Д              | Н/Д         | Н/Д         | Н/Д              | Н/Д              | 1:29:04          | 5                |
| Ван Чуньюй                                                         | 800 м                         | 1:59.93          | 4                | Н/Д         | Н/Д         | 2:04.05          | 8                | Завершила виступ | Завершила виступ |
| Вей Юнлі                                                           | 100 м                         | Bye              | Bye              | 11.48       | 5           | Завершила виступ | Завершила виступ | Завершила виступ | Завершила виступ |
| У Шуйцзяо                                                          | 100 м з бар'єрами             | 13.03            | 4                | Н/Д         | Н/Д         | Завершила виступ | Завершила виступ | Завершила виступ | Завершила виступ |
| Юань Ціці                                                          | 100 м                         | Bye              | Bye              | 11.56       | 6           | Завершила виступ | Завершила виступ | Завершила виступ | Завершила виступ |
| Чао Юе                                                             | Марафон                       | Н/Д              | Н/Д              | Н/Д         | Н/Д         | Н/Д              | Н/Д              | 2:39:09          | 53               |
| Чжан Сінь Янь                                                      | 3000 м з перешкодами          | 9:31.47          | 19               | Н/Д         | Н/Д         | Н/Д              | Н/Д              | Завершила виступ | Завершила виступ |
| Ge Manqi Kong Lingwei Liang Xiaojing Lin Huijun Вей Юнлі Юань Ціці | естафета 4×100 метрів (жінки) | 42.70            | 4                | Н/Д         | Н/Д         | Н/Д              | Н/Д              | Завершила виступ | Завершила виступ |

Технічні дисципліни
Чоловіки
| Спортсмен    | Дисципліна         | Кваліфікація       | Кваліфікація | Фінал              | Фінал           |
| Спортсмен    | Дисципліна         | Результат у метрах | Місце        | Результат у метрах | Місце           |
| ------------ | ------------------ | ------------------ | ------------ | ------------------ | --------------- |
| Цао Шо       | потрійний стрибок  | 16.97              | 5 Q          | 17.13              | 4               |
| Дун Бінь     | потрійний стрибок  | 17.10              | 2 Q          | 17.58              | 3               |
| Хуан Бокай   | стрибки з жердиною | 5.45               | =16          | Завершив виступ    | Завершив виступ |
| Ґао Сінлун   | стрибки в довжину  | НС                 | —            | Завершив виступ    | Завершив виступ |
| Хуан Чанджоу | стрибки в довжину  | 7.95               | 9 q          | 7.85               | 11              |
| Ван Цзяньань | стрибки в довжину  | 8.24               | 1 Q          | 8.17               | 5               |
| Ван Ю        | стрибки у висоту   | 2.22               | 32           | Завершив виступ    | Завершив виступ |
| Сюй Сяолун   | потрійний стрибок  | 16.65              | 11 q         | 16.41              | 11              |
| Сюе Чанжуй   | стрибки з жердиною | 5.70               | =4 Q         | 5.65               | 6               |
| Яо Цзє       | стрибки з жердиною | 5.60               | 14           | Завершив виступ    | Завершив виступ |
| Чжан Говей   | стрибки у висоту   | 2.22               | =25          | Завершив виступ    | Завершив виступ |

Жінки
| Спортсменка  | Дисципліна         | Кваліфікація       | Кваліфікація | Фінал              | Фінал            |
| Спортсменка  | Дисципліна         | Результат у метрах | Місце        | Результат у метрах | Місце            |
| ------------ | ------------------ | ------------------ | ------------ | ------------------ | ---------------- |
| Бянь Ка      | штовхання ядра     | 17.68              | 16           | Завершила виступ   | Завершила виступ |
| Чень Ян      | метання диска      | 61.44              | 10 q         | 63.11              | 7                |
| Фен Бінь     | метання диска      | 62.01              | 8 Q          | 63.06              | 8                |
| Ґао Ян       | штовхання ядра     | 16.17              | 33           | Завершила виступ   | Завершила виступ |
| Ґун Ліцзяо   | штовхання ядра     | 18.74              | 5 Q          | 19.39              | 4                |
| Лі Лін       | стрибки з жердиною | 4.55               | 16           | Завершила виступ   | Завершила виступ |
| Лі Лінвей    | метання списа      | 60.91              | 15           | Завершила виступ   | Завершила виступ |
| Лі Сяохун    | потрійний стрибок  | 13.30              | 34           | Завершила виступ   | Завершила виступ |
| Лю Шиїн      | метання списа      | 57.16              | 23           | Завершила виступ   | Завершила виступ |
| Лю Тінтін    | метання молота     | 69.14              | 16           | Завершила виступ   | Завершила виступ |
| Люй Хуейхуей | метання списа      | 63.28              | 7 Q          | 64.04              | 7                |
| Жень Менцянь | стрибки з жердиною | НС                 | —            | Завершила виступ   | Завершила виступ |
| Су Сіньюе    | метання диска      | 65.14              | 2 Q          | 64.37              | 5                |
| Ван Чжен     | метання молота     | 70.60              | 10 q         | НС                 | —                |
| Чжан Веньсю  | метання молота     | 73.58              | 2 Q          | 76.75              | 2                |

## Бадмінтон
Чоловіки
| Спортсмен           | Дисципліна       | Груповий етап                           | Груповий етап                         | Груповий етап                                  | Груповий етап | Вибування          | Чвертьфінал                                     | Півфінал                                        | Фінал / БМ                                      | Фінал / БМ |
| Спортсмен           | Дисципліна       | Суперник Результат                      | Суперник Результат                    | Суперник Результат                             | Місце         | Суперник Результат | Суперник Результат                              | Суперник Результат                              | Суперник Результат                              | Місце      |
| ------------------- | ---------------- | --------------------------------------- | ------------------------------------- | ---------------------------------------------- | ------------- | ------------------ | ----------------------------------------------- | ----------------------------------------------- | ----------------------------------------------- | ---------- |
| Чень Лун            | одиночний розряд | Кордон (GUA) W WO                       | Дзелко (POL) W (21–12, 21–9)          | Карунаратне (SRI) W (21–7, 21–10)              | 1 Q           | Bye                | Сон В-Х (KOR) W (21–11, 18–21, 21–11)           | Аксельсен (DEN) W (21–14, 21–15)                | Лі Ч В (MAS) W (21–18, 21–18)                   | 1          |
| Лінь Дань           | одиночний розряд | Малков (RUS) W (21–18, 21–7)            | Оберностерер (AUT) W (21–5, 21–11)    | Нгуєн Т М (VIE) W (21–7, 21–12)                | 1 Q           | Bye                | Кідамбі (IND) W (21–6, 11–21, 21–18)            | Лі Ч В (MAS) L (21–15, 11–21, 20–22)            | Аксельсен (DEN) L (21–15, 10–21, 17–21)         | 4          |
| Чай Бяо Хун Вей     | парний розряд    | Ахсан / Сетьяван (INA) W (21–15, 21–17) | Аттрі / Редді (IND) W (21–13, 21–15)  | Ендо / Хаякава (JPN) L (18–21, 21–14, 21–23)   | 2 Q           | Н/Д                | Іванов / Созонов (RUS) W (21–13, 16–21, 21–16)  | Гох В Ш / Тан В К (MAS) L (18–21, 21–12, 17–21) | Елліс / Ленгрідж (GBR) L (18–21, 21–19, 10–21)  | 4          |
| Фу Хайфен Чжан Нань | парний розряд    | Чу / Понгнаїрат (USA) W (21–6, 21–7)    | Фухс / Шеттлер (GER) W (21–11, 21–16) | Гох В Ш / Та В К (MAS) L (21–16, 15–21, 18–21) | 2 Q           | Н/Д                | Кім К Ч / Kim S-r (KOR) W (11–21, 21–18, 24–22) | Елліс / Ленгрідж (GBR) W (21–14, 21–18)         | Гох В Ш / Тан В К (MAS) W (16-21, 21–11, 23-21) | 1          |

Жінки
| Спортсменка       | Дисципліна       | Груповий етап                                  | Груповий етап                              | Груповий етап                              | Груповий етап | Вибування           | Чвертьфінал                              | Півфінал                                     | Фінал / БМ                              | Фінал / БМ       |
| Спортсменка       | Дисципліна       | Суперниця Результат                            | Суперниця Результат                        | Суперниця Результат                        | Місце         | Суперниця Результат | Суперниця Результат                      | Суперниця Результат                          | Суперниця Результат                     | Місце            |
| ----------------- | ---------------- | ---------------------------------------------- | ------------------------------------------ | ------------------------------------------ | ------------- | ------------------- | ---------------------------------------- | -------------------------------------------- | --------------------------------------- | ---------------- |
| Лі Сюежуй         | одиночний розряд | Ван (USA) W (21–16, 21–12)                     | Сантуш (POR) W (21–12, 21–7)               | Л Тань (BEL) W (21–11, 21–11)              | 1 Q           | Bye                 | Буранапрасертсук (THA) W (21–12, 21–17)  | Марін (ESP) L (14–21, 16–21)                 | Окухара (JPN) L WO                      | 4                |
| Ван Іхань         | одиночний розряд | Мегі (IRL) W (21–7, 21–12)                     | Шнасе (GER) W (21–11, 21–16)               | Н/Д                                        | 1 Q           | Bye                 | Сінду (IND) L (20–22, 19–21)             | Завершила виступ                             | Завершила виступ                        | Завершила виступ |
| Луо Їн Луо Ю      | парний розряд    | Чон Г И / Сін С Ч (KOR) L (10–21, 14–21)       | Юль / Педерсен (DEN) W (21–11, 21–18)      | Лі / Обанана (USA) W (21–14, 21–15)        | 3             | Н/Д                 | Завершила виступ                         | Завершила виступ                             | Завершила виступ                        | Завершила виступ |
| Тан Юаньтін Юй Ян | парний розряд    | Чан Є Н / Лі С Х (KOR) L (18–21, 21–14, 11–21) | Г Стоєва / С Стоєва (BUL) W (21–14, 21–11) | Голишевскі / Нельте (GER) W (21–10, 21–11) | 2 Q           | Н/Д                 | Махесварі / Полії (INA) W (21–11, 21–14) | Педерсен / Юль (DEN) L (16–21, 21–14, 19–21) | Чон Г И / Сін С Ч (KOR) L (8–21, 17–21) | 4                |

Змішаний
| Спортсмен             | Дисципліна    | Груповий етап                                          | Груповий етап                                | Груповий етап                                   | Груповий етап | Чвертьфінал                               | Півфінал                                 | Фінал / БМ                            | Фінал / БМ |
| Спортсмен             | Дисципліна    | Суперник Результат                                     | Суперник Результат                           | Суперник Результат                              | Місце         | Суперник Результат                        | Суперник Результат                       | Суперник Результат                    | Місце      |
| --------------------- | ------------- | ------------------------------------------------------ | -------------------------------------------- | ----------------------------------------------- | ------------- | ----------------------------------------- | ---------------------------------------- | ------------------------------------- | ---------- |
| Сюй Чень Ма Цзінь     | парний розряд | Фішер Нільсен / Педерсен (DEN) W (22–24, 21–14, 21–16) | Матеусяк / Зіба (POL) L (21–13, 9–21, 19–21) | К Едкок / Г Едкок (GBR) W (13–21, 22–20, 21–15) | 2 Q           | Ко С Х / Кім Х Н (KOR) W (21–17, 21–18)   | Чань П С / Го Л Ї (MAS) L (12–21, 19–21) | Чжан Н / Чжао Ю (CHN) L (7–21, 11–21) | 4          |
| Чжан Нань Чжао Юньлей | парний розряд | Джордан / Сусанто (INA) W (21–11, 21–18)               | Лі Ч Х / Чау Х В (HKG) W (21–16, 21–15)      | Фухс / Міхельс (GER) W (21–19, 21–16)           | 1 Q           | Кадзуно / Куріхара (JPN) W (21–14, 21–12) | Ахмад / Натсір (INA) L (16–21, 15–21)    | Сюй Ч / Ма Цз (CHN) W (21–7, 21–11)   | 3          |

## Баскетбол

### Чоловічий турнір
Склад команди
Нижче наведено склад збірної Китаю в турнірі з баскетболу на літніх Олімпійських іграх 2016.
Груповий етап
| Команда   | І | В | П | З   | П   | РМ   | О  |
| --------- | - | - | - | --- | --- | ---- | -- |
| США       | 5 | 5 | 0 | 524 | 407 | +117 | 10 |
| Австралія | 5 | 4 | 1 | 444 | 368 | +76  | 9  |
| Франція   | 5 | 3 | 2 | 423 | 378 | +45  | 8  |
| Сербія    | 5 | 2 | 3 | 426 | 387 | +39  | 7  |
| Венесуела | 5 | 1 | 4 | 315 | 444 | -129 | 6  |
| КНР       | 5 | 0 | 5 | 318 | 466 | −148 | 5  |

| 6 серпня 2016 19:00 | Протокол | КНР                                                         | 62–119 | США                                          |  | Арена Каріока 1, Ріо-де-Жанейро Глядачів: 10622 |
| 6 серпня 2016 19:00 | Протокол | Рахунок за чвертями: 10–30, 20–29, 17–32, 15–28             |        |                                              |  | Арена Каріока 1, Ріо-де-Жанейро Глядачів: 10622 |
| 6 серпня 2016 19:00 | Протокол | Очки: Ї Цзяньлянь 25 Підб.: Чжао Цзівей 6 РП: Чжао Цзівей 5 |        | Очки: Дюрант 25 Підб.: Батлер 6 РП: Дюрант 6 |  | Арена Каріока 1, Ріо-де-Жанейро Глядачів: 10622 |

| 8 серпня 2016 22:30 | Протокол | Франція                                        | 88–60 | КНР                                                     |  | Арена Каріока 1, Ріо-де-Жанейро Глядачів: 6360 |
| 8 серпня 2016 22:30 | Протокол | Рахунок за чвертями: 19-14, 23-9, 22-22, 24-15 |       |                                                         |  | Арена Каріока 1, Ріо-де-Жанейро Глядачів: 6360 |
| 8 серпня 2016 22:30 | Протокол | Очки: Де Коло 19 Підб.: Батум 10 РП: Паркер 8  |       | Очки: Ї Цзяньлянь 19 Підб.: Ї Цзяньлянь 6 РП: Дін, Го 4 |  | Арена Каріока 1, Ріо-де-Жанейро Глядачів: 6360 |

| 10 серпня 2016 22:30 | Протокол | Венесуела                                            | 72–68 | КНР                                              |  | Арена Каріока 1, Ріо-де-Жанейро Глядачів: 6223 |
| 10 серпня 2016 22:30 | Протокол | Рахунок за чвертями: 25–13, 13–22, 13–15, 21–18      |       |                                                  |  | Арена Каріока 1, Ріо-де-Жанейро Глядачів: 6223 |
| 10 серпня 2016 22:30 | Протокол | Очки: Колменарес 16 Підб.: Колменарес 5 РП: Варгас 5 |       | Очки: Го 17 Підб.: Ї Цзяньлянь 10 РП: Го, Чжоу 3 |  | Арена Каріока 1, Ріо-де-Жанейро Глядачів: 6223 |

| 12 серпня 2016 14:15 | Протокол | КНР                                                | 68–93 | Австралія                                             |  | Арена Каріока 1, Ріо-де-Жанейро Глядачів: 7704 |
| 12 серпня 2016 14:15 | Протокол | Рахунок за чвертями: 14–17, 20–27, 16–21, 18–28    |       |                                                       |  | Арена Каріока 1, Ріо-де-Жанейро Глядачів: 7704 |
| 12 серпня 2016 14:15 | Протокол | Очки: Ї Цзяньлянь 20 Підб.: Ї Цзяньлянь 9 РП: Го 5 |       | Очки: Бейрстоу 17 Підб.: Бейрстоу 9 РП: Деллаведова 8 |  | Арена Каріока 1, Ріо-де-Жанейро Глядачів: 7704 |

| 14 серпня 2016 22:30 | Протокол | Сербія                                                      | 94–60 | КНР                                                |  | Арена Каріока 1, Ріо-де-Жанейро Глядачів: 7367 |
| 14 серпня 2016 22:30 | Протокол | Рахунок за чвертями: 24–18, 19–10, 35–15, 16–17             |       |                                                    |  | Арена Каріока 1, Ріо-де-Жанейро Глядачів: 7367 |
| 14 серпня 2016 22:30 | Протокол | Очки: Богданович 19 Підб.: Йокич 7 РП: Маркович, Теодосич 5 |       | Очки: Ї Цзяньлянь 20 Підб.: Ван Чжелінь 8 РП: Го 8 |  | Арена Каріока 1, Ріо-де-Жанейро Глядачів: 7367 |

### Жіночий турнір
Склад команди
Нижче наведено склад збірної Китаю в турнірі з баскетболу на літніх Олімпійських іграх 2016.
Груповий етап
| Команда | І | В | П | З   | П   | РМ   | О  |
| ------- | - | - | - | --- | --- | ---- | -- |
| США     | 5 | 5 | 0 | 520 | 316 | +204 | 10 |
| Іспанія | 5 | 4 | 1 | 387 | 333 | +54  | 9  |
| Канада  | 5 | 3 | 2 | 340 | 347 | -7   | 8  |
| Сербія  | 5 | 2 | 3 | 385 | 406 | −21  | 7  |
| КНР     | 5 | 1 | 4 | 371 | 428 | −57  | 6  |
| Сенегал | 5 | 0 | 5 | 309 | 482 | −173 | 5  |

| 6 серпня 2016 14:15 | Протокол | КНР                                                       | 68–90 | Канада                                    |  | Молодіжна арена Глядачів: 2314 |
| 6 серпня 2016 14:15 | Протокол | Рахунок за чвертями: 9–19, 17–18, 20–23, 22–30            |       |                                           |  | Молодіжна арена Глядачів: 2314 |
| 6 серпня 2016 14:15 | Протокол | Очки: Чень Нан 13 Підб.: Сань Мен 5 РП: Чень, Sun Mengx 3 |       | Очки: Тетхем 20 Підб.: Гоше 10 РП: Гоше 7 |  | Молодіжна арена Глядачів: 2314 |

| 8 серпня 2016 19:45 | Протокол | Сенегал                                         | 64–101 | КНР                                           |  | Молодіжна арена Глядачів: 2907 |
| 8 серпня 2016 19:45 | Протокол | Рахунок за чвертями: 21–26, 17–21, 15–26, 11–28 |        |                                               |  | Молодіжна арена Глядачів: 2907 |
| 8 серпня 2016 19:45 | Протокол | Очки: Ас. Траоре 16 Підб.: Діарра 8 РП: Дієнг 4 |        | Очки: Шао, Сань Мен 17 Підб.: Лу 7 РП: Чжао 6 |  | Молодіжна арена Глядачів: 2907 |

| 10 серпня 2016 12:15 | Протокол | КНР                                            | 69–89 | Іспанія                                        |  | Молодіжна арена Глядачів: 1230 |
| 10 серпня 2016 12:15 | Протокол | Рахунок за чвертями: 18–14, 20–27, 21–23, 9–25 |       |                                                |  | Молодіжна арена Глядачів: 1230 |
| 10 серпня 2016 12:15 | Протокол | Очки: Шао 14 Підб.: Сань Мен 8 РП: Чень 6      |       | Очки: Торренс 32 Підб.: Ніколлс 10 РП: Палау 7 |  | Молодіжна арена Глядачів: 1230 |

| 12 серпня 2016 12:15 | Протокол | Сербія                                                      | 80–72 | КНР                                                         |  | Молодіжна арена Глядачів: 2219 |
| 12 серпня 2016 12:15 | Протокол | Рахунок за чвертями: 24–14, 16–20, 26–9, 14–29              |       |                                                             |  | Молодіжна арена Глядачів: 2219 |
| 12 серпня 2016 12:15 | Протокол | Очки: А. Дабович 23 Підб.: Пейдж, Петрович 8 РП: Петрович 6 |       | Очки: Сань Мен 16 Підб.: Хуан, Сань Мен 7 РП: 3 гравці по 3 |  | Молодіжна арена Глядачів: 2219 |

| 14 серпня 2016 12:15 | Протокол | КНР                                            | 62–105 | США                                               |  | Молодіжна арена Глядачів: 2957 |
| 14 серпня 2016 12:15 | Протокол | Рахунок за чвертями: 9–32, 17–28, 14–18, 22–27 |        |                                                   |  | Молодіжна арена Глядачів: 2957 |
| 14 серпня 2016 12:15 | Протокол | Очки: Сань Мен 16 Підб.: Чжень 6 РП: Чжень 6   |        | Очки: Чарлз, Грінер 18 Підб.: Грінер 13 РП: Мур 8 |  | Молодіжна арена Глядачів: 2957 |

## Бокс
Чоловіки
| Спортсмен     | Категорія | 1/16 фіналу            | 1/8 фіналу          | Чвертьфінали         | Півфінали          | Фінал              | Фінал           |
| Спортсмен     | Категорія | Суперник Результат     | Суперник Результат  | Суперник Результат   | Суперник Результат | Суперник Результат | Місце           |
| ------------- | --------- | ---------------------- | ------------------- | -------------------- | ------------------ | ------------------ | --------------- |
| Лу Бін        | до 49 кг  | Bye                    | Варуй (KEN) L 1–2   | Завершив виступ      | Завершив виступ    | Завершив виступ    | Завершив виступ |
| Ху Цзяньгуань | до 52 кг  | Екер (TUR) W 2–1       | Абгарян (ARM) W 3–0 | Вейтія (CUB) W 2–1   | Алоян (RUS) L 0–3  | Завершив виступ    | 3               |
| Чжан Цзявей   | до 56 кг  | Bye                    | Хам С М (KOR) W 3–0 | Рамірес (CUB) L 0–3  | Завершив виступ    | Завершив виступ    | Завершив виступ |
| Шань Цзюнь    | до 60 кг  | Юнусов (TJK) L 0–3     | Завершив виступ     | Завершив виступ      | Завершив виступ    | Завершив виступ    | Завершив виступ |
| Ху Цяньсюнь   | до 64 кг  | Curiel (MEX) W WO      | Бачков (ARM) W 2–1  | Дунайцев (RUS) L 0–3 | Завершив виступ    | Завершив виступ    | Завершив виступ |
| Лю Вей        | до 69 кг  | Станіоніс (LTU) L 0–3  | Завершив виступ     | Завершив виступ      | Завершив виступ    | Завершив виступ    | Завершив виступ |
| Чжао Мінган   | до 75 кг  | Шахсуварлі (AZE) L 0–3 | Завершив виступ     | Завершив виступ      | Завершив виступ    | Завершив виступ    | Завершив виступ |
| Юй Фенкай     | до 91 кг  | Bye                    | Левіт (KAZ) L TKO   | Завершив виступ      | Завершив виступ    | Завершив виступ    | Завершив виступ |

Жінки
| Спортсменка   | Категорія | 1/8 фіналу          | Чвертьфінали         | Півфінали            | Фінал               | Фінал |
| Спортсменка   | Категорія | Суперниця Результат | Суперниця Результат  | Суперниця Результат  | Суперниця Результат | Місце |
| ------------- | --------- | ------------------- | -------------------- | -------------------- | ------------------- | ----- |
| Жень Цаньцань | до 51 кг  | Bye                 | Буджольд (CAN) W 3–0 | Адамс (GBR) L 0–3    | Завершила виступ    | 3     |
| Їнь Цзюньхуа  | до 60 кг  | Лашгар (MAR) W 3–0  | Сидор (AZE) W 3–0    | Потконен (FIN) W 3–0 | Мосселі (FRA) L 1–2 | 2     |
| Лі Цянь       | до 75 кг  | Bye                 | Бандейра (BRA) W 3–0 | Фонтейн (NED) L 1–2  | Завершила виступ    | 3     |

## Веслування на байдарках і каное

### Слалом
| Спортсмен   | Дисципліна   | Попередній раунд | Попередній раунд | Попередній раунд | Попередній раунд | Попередній раунд | Попередній раунд | Півфінал        | Півфінал        | Фінал            | Фінал            |
| Спортсмен   | Дисципліна   | Заплив 1         | Місце            | Заплив 2         | Місце            | Кращий           | Місце            | Час             | Місце           | Час              | Місце            |
| ----------- | ------------ | ---------------- | ---------------- | ---------------- | ---------------- | ---------------- | ---------------- | --------------- | --------------- | ---------------- | ---------------- |
| Шу Цзяньмін | чоловіки К-1 | 110.19           | 15               | 100.68           | 9                | 100.68           | 13 Q             | 108.73          | 14              | Завершив виступ  | Завершив виступ  |
| Тань Я      | чоловіки Б-1 | 100.62           | 17               | 101.34           | 18               | 100.62           | 19               | Завершив виступ | Завершив виступ | Завершив виступ  | Завершив виступ  |
| Лі Лу       | жінки Б-1    | 119.63           | 16               | 107.29           | 11               | 107.29           | 13 Q             | 111.24          | 13              | Завершила виступ | Завершила виступ |

### Спринт
Чоловіки
| Спортсмен | Дисципліна | Заїзди | Заїзди | Півфінали       | Півфінали       | Фінал           | Фінал           |
| Спортсмен | Дисципліна | Час    | Місце  | Час             | Місце           | Час             | Місце           |
| --------- | ---------- | ------ | ------ | --------------- | --------------- | --------------- | --------------- |
| Лі Цян    | К-1 200 м  | 41.456 | 5 Q    | 40.066          | 3 FA            | 40.143          | 7               |
| Ван Живей | К-1 1000 м | DNS    | DNS    | Завершив виступ | Завершив виступ | Завершив виступ | Завершив виступ |

Жінки
| Спортсменка                           | Дисципліна | Заїзди   | Заїзди | Півфінали | Півфінали | Фінал    | Фінал |
| Спортсменка                           | Дисципліна | Час      | Місце  | Час       | Місце     | Час      | Місце |
| ------------------------------------- | ---------- | -------- | ------ | --------- | --------- | -------- | ----- |
| Чжоу Юй                               | Б-1 200 м  | 42.187   | 4 Q    | 41.017    | 5 FB      | 41.928   | 11    |
| Чжоу Юй                               | Б-1 500 м  | 1:53.043 | 1 Q    | 1:55.311  | 3 FA      | 1:54.994 | 6     |
| Ма Цін Жень Веньцзюнь                 | Б-2 500 м  | 1:44.491 | 2 Q    | 1:44.780  | 5 FB      | 1:51.582 | 14    |
| Лі Юе Лю Хайпін Ма Цін Жень Веньцзюнь | Б-4 500 м  | 1:38.730 | 6 Q    | 1:37.055  | 4 FB      | 1:40.071 | 11    |

Пояснення до кваліфікації: FA = Кваліфікувались до фіналу A (за медалі); FB = Кваліфікувались до фіналу B (не за медалі)

## Велоспорт

### Трек
Спринт
| Спортсмен    | Дисципліна        | Кваліфікація         | Кваліфікація | Раунд 1                         | Втішний поєдинок 1              | Раунд 2                         | Втішний поєдинок 2                         | Чвертьфінали                    | Півфінали                       | Фінал                                                                          | Фінал            |
| Спортсмен    | Дисципліна        | Час Швидкість (км/г) | Місце        | Суперник Час Швидкість (км/год) | Суперник Час Швидкість (км/год) | Суперник Час Швидкість (км/год) | Суперник Час Швидкість (км/год)            | Суперник Час Швидкість (км/год) | Суперник Час Швидкість (км/год) | Суперник Час Швидкість (км/год)                                                | Місце            |
| ------------ | ----------------- | -------------------- | ------------ | ------------------------------- | ------------------------------- | ------------------------------- | ------------------------------------------ | ------------------------------- | ------------------------------- | ------------------------------------------------------------------------------ | ---------------- |
| Сюй Чао      | спринт (чоловіки) | 9.939 72.441         | 13           | Філліп (TTO) W 10.373 69.410    | Bye                             | Айлерс (GER) L                  | Пуерта (COL) Вебстер (NZL) W 10.753 66.958 | Скіннер (GBR) L, L              | Завершив виступ                 | поєдинок за 5-те місце Констебл (AUS) Айлерс (GER) Боже (FRA) L                | 6                |
| Гун Цзіньцзє | спринт (жінки)    | 11.068               | 15 Q         | Лігтле (NED) L                  | Мортон (AUS) Куефф (FRA) L      | Завершила виступ                | Завершила виступ                           | Завершила виступ                | Завершила виступ                | Завершила виступ                                                               | Завершила виступ |
| Чжун Тяньши  | спринт (жінки)    | 10.820               | 5 Q          | Вельте (GER) W 11.310 63.660    | Bye                             | Войнова (RUS) L                 | Мірс (AUS) Вельте (GER) W 11.557 62.299    | Джеймс (GBR) L, L               | Завершив виступ                 | поєдинок за 5-те місце Лі Хвейші (HKG) Крупекайте (LTU) Войнова (RUS) W 11.197 | 5                |

Командна першість sprint
| Спортсмен                | Дисципліна               | Кваліфікація           | Кваліфікація | Півфінали                        | Півфінали | Фінал                           | Фінал |
| Спортсмен                | Дисципліна               | Час Швидкість (км/год) | Місце        | Суперник Час Швидкість (км/год)  | Місце     | Суперник Час Швидкість (км/год) | Місце |
| ------------------------ | ------------------------ | ---------------------- | ------------ | -------------------------------- | --------- | ------------------------------- | ----- |
| Гун Цзіньцзє Чжун Тяньши | командний спринт (жінки) | 32.305 OR 55.718       | 1 Q          | Іспанія (ESP) W 31.928 WR 56.376 | 1 FA      | Росія (RUS) W 32.107 56.062     | 1     |

Qualification legend: FA=Фінал за золоту медаль; FB=Фінал за бронзову медаль
Переслідування
| Спортсмен                                 | Дисципліна                               | Кваліфікація | Кваліфікація | Півфінали             | Півфінали | Фінал                    | Фінал |
| Спортсмен                                 | Дисципліна                               | Час          | Місце        | Opponent Результати   | Місце     | Opponent Результати      | Місце |
| ----------------------------------------- | ---------------------------------------- | ------------ | ------------ | --------------------- | --------- | ------------------------ | ----- |
| Фань Ян Лю Хао Цінь Чженьлу Шень Пінань   | командна гонка переслідування (чоловіки) | 4:05.152     | 8 Q          | Італія (ITA) 4:04.240 | 8         | Швейцарія (SUI) 4:03.687 | 8     |
| Хуан Дунянь Цзін Ялі Ма Менлу Чжао Баофан | командна гонка переслідування (жінки)    | 4:25.246     | 6 Q          | Італія (ITA) 4:23.678 | 7         | Польща (POL) WO          | 7     |

Кейрін
| Спортсмен    | Дисципліна     | Перший раунд | Втішний поєдинок | Другий раунд     | Фінал            |
| Спортсмен    | Дисципліна     | Місце        | Місце            | Місце            | Місце            |
| ------------ | -------------- | ------------ | ---------------- | ---------------- | ---------------- |
| Гун Цзіньцзє | кейрін (жінки) | 5 R          | 3                | Завершила виступ | Завершила виступ |
| Чжун Тяньши  | кейрін (жінки) | 2 Q          | Bye              | 5                | 11               |

Омніум
| Спортсмен | Дисципліна     | Скретч | Скретч | Індивідуальна гонка переслідування | Індивідуальна гонка переслідування | Індивідуальна гонка переслідування | Гонка на вибування | Гонка на вибування | Гіт з місця на 1 км | Гіт з місця на 1 км | Гіт з місця на 1 км | Гіт з ходу на 250 м | Гіт з ходу на 250 м | Гіт з ходу на 250 м | Гонка за очками | Гонка за очками | Загалом очок | Місце |
| Спортсмен | Дисципліна     | Місце  | Очки   | Час                                | Місце                              | Очки                               | Місце              | Очки               | Час                 | Місце               | Очки                | Час                 | Місце               | Очки                | Очки            | Місце           | Загалом очок | Місце |
| --------- | -------------- | ------ | ------ | ---------------------------------- | ---------------------------------- | ---------------------------------- | ------------------ | ------------------ | ------------------- | ------------------- | ------------------- | ------------------- | ------------------- | ------------------- | --------------- | --------------- | ------------ | ----- |
| Ло Сяолін | омніум (жінки) | 15     | 12     | 3:45.186                           | 15                                 | 12                                 | 10                 | 22                 | 36.944              | 15                  | 12                  | 14.740              | 17                  | 8                   | 2               | 12              | 68           | 15    |

### Маунтінбайк
| Спортсмен | Дисципліна             | Час          | Місце |
| --------- | ---------------------- | ------------ | ----- |
| Ван Чжень | маунтінбайк (чоловіки) | LAP (3 кола) | 43    |
| Яо Пін    | маунтінбайк (жінки)    | 1:43:20      | 24    |

## Стрибки у воду
Чоловіки
| Спортсмен           | Дисципліна                   | Попередні змагання | Попередні змагання | Півфінали       | Півфінали       | Фінал           | Фінал           |
| Спортсмен           | Дисципліна                   | Очки               | Місце              | Очки            | Місце           | Очки            | Місце           |
| ------------------- | ---------------------------- | ------------------ | ------------------ | --------------- | --------------- | --------------- | --------------- |
| Цао Юань            | трамплін, 3 метри            | 498.70             | 1 Q                | 489.10          | 1 Q             | 547.60          | 1               |
| Хе Чао              | трамплін, 3 метри            | 380.35             | 21                 | Завершив виступ | Завершив виступ | Завершив виступ | Завершив виступ |
| Чень Айсень         | вишка, 10 метрів             | 545.35             | 3 Q                | 559.90          | 1 Q             | 585.30          | 1               |
| Цю Бо               | вишка, 10 метрів             | 564.75             | 2 Q                | 504.70          | 2 Q             | 488.20          | 6               |
| Цао Юань Цінь Кай   | Синхронний трамплін, 3 метри | Н/Д                | Н/Д                | Н/Д             | Н/Д             | 443.70          | 3               |
| Чень Айсень Лінь Юе | Синхронна вишка, 10 метрів   | Н/Д                | Н/Д                | Н/Д             | Н/Д             | 496.98          | 1               |

Жінки
| Спортсменка           | Дисципліна                   | Попередні змагання | Попередні змагання | Півфінали | Півфінали | Фінал  | Фінал |
| Спортсменка           | Дисципліна                   | Очки               | Місце              | Очки      | Місце     | Очки   | Місце |
| --------------------- | ---------------------------- | ------------------ | ------------------ | --------- | --------- | ------ | ----- |
| Хе Цзи                | трамплін, 3 метри            | 367.05             | 2 Q                | 364.05    | 2 Q       | 387.90 | 2     |
| Ши Тінмао             | трамплін, 3 метри            | 357.55             | 3 Q                | 385.00    | 1 Q       | 406.05 | 1     |
| Жень Цянь             | вишка, 10 метрів             | 385.80             | 2 Q                | 362.40    | 3 Q       | 439.25 | 1     |
| Си Яцзе               | вишка, 10 метрів             | 397.45             | 1 Q                | 389.30    | 1 Q       | 419.40 | 2     |
| Ши Тінмао У Мінься    | Синхронний трамплін, 3 метри | Н/Д                | Н/Д                | Н/Д       | Н/Д       | 345.60 | 1     |
| Чень Жолінь Лю Хуейся | Синхронна вишка, 10 метрів   | Н/Д                | Н/Д                | Н/Д       | Н/Д       | 354.00 | 1     |

## Кінний спорт

### Триборство
| Спортсмен      | Кінь       | Дисципліна    | Виїздка      | Виїздка | Крос         | Крос    | Крос  | Конкур       | Конкур       | Конкур       | Конкур       | Конкур  | Конкур | Загалом      | Загалом |
| Спортсмен      | Кінь       | Дисципліна    | Виїздка      | Виїздка | Крос         | Крос    | Крос  | Кваліфікація | Кваліфікація | Кваліфікація | Фінал        | Фінал   | Фінал  | Загалом      | Загалом |
| Спортсмен      | Кінь       | Дисципліна    | Штрафні очки | Місце   | Штрафні очки | Загалом | Місце | Штрафні очки | Загалом      | Місце        | Штрафні очки | Загалом | Місце  | Штрафні очки | Місце   |
| -------------- | ---------- | ------------- | ------------ | ------- | ------------ | ------- | ----- | ------------ | ------------ | ------------ | ------------ | ------- | ------ | ------------ | ------- |
| Алекс Хуа Тянь | Don Geniro | Індивідуальні | 42.40        | 12      | 13.20        | 55.60   | 11    | 4.00         | 59.60        | 8            | 4.00         | 63.60   | 8      | 63.60        | 8       |

## Фехтування =
Чоловіки
| Спортсмен                                 | Дисципліна           | 1/32 фіналу              | 1/16 фіналу             | 1/8 фіналу            | Чвертьфінал           | Півфінал                                        | Фінал / БМ                                           | Фінал / БМ      |
| Спортсмен                                 | Дисципліна           | Суперник Результат       | Суперник Результат      | Суперник Результат    | Суперник Результат    | Суперник Результат                              | Суперник Результат                                   | Місце           |
| ----------------------------------------- | -------------------- | ------------------------ | ----------------------- | --------------------- | --------------------- | ----------------------------------------------- | ---------------------------------------------------- | --------------- |
| Цзяо Яньлун                               | Індивідуальна шпага  | Малараньйо (BRA) W 15–13 | Нікішин (UKR) L 11–15   | Завершив виступ       | Завершив виступ       | Завершив виступ                                 | Завершив виступ                                      | Завершив виступ |
| Чень Хайвей                               | Індивідуальна рапіра | Bye                      | Холстед (GBR) W 15–9    | Ма Цз (CHN) L 12–15   | Завершив виступ       | Завершив виступ                                 | Завершив виступ                                      | Завершив виступ |
| Лей Шен                                   | Індивідуальна рапіра | Bye                      | Ле Пешу (FRA) L 9–15    | Завершив виступ       | Завершив виступ       | Завершив виступ                                 | Завершив виступ                                      | Завершив виступ |
| Ма Дзяньфей                               | Індивідуальна рапіра | Bye                      | Перріє (BRA) W 15–14    | Чень Хв (CHN) W 15–12 | Сафін (RUS) L 7–15    | Завершив виступ                                 | Завершив виступ                                      | Завершив виступ |
| Чень Хайвей Лей Шен Ма Дзяньфей Ши Цзялуо | Командна рапіра      | Н/Д                      | Н/Д                     | Н/Д                   | Франція (FRA) L 42–45 | Класифікаційний півфінал Бразилія (BRA) W 43–41 | поєдинок за 5-те місце Велика Британія (GBR) W 45–38 | 5               |
| Сун Вей                                   | Шабля                | Н/Д                      | Дольнічану (ROU) L 7–15 | Завершив виступ       | Завершив виступ       | Завершив виступ                                 | Завершив виступ                                      | Завершив виступ |

Жінки
| Спортсменка                               | Дисципліна           | 1/32 фіналу         | 1/16 фіналу             | 1/8 фіналу           | Чвертьфінал                | Півфінал               | Фінал / БМ            | Фінал / БМ       |
| Спортсменка                               | Дисципліна           | Суперниця Результат | Суперниця Результат     | Суперниця Результат  | Суперниця Результат        | Суперниця Результат    | Суперниця Результат   | Місце            |
| ----------------------------------------- | -------------------- | ------------------- | ----------------------- | -------------------- | -------------------------- | ---------------------- | --------------------- | ---------------- |
| Сунь Івень                                | Індивідуальна шпага  | Bye                 | Сакоа (CIV) W 15–11     | Ембріх (EST) W 15–12 | Бесбес (TUN) W 14–11       | Ф'ямінго (ITA) L 11–12 | Рембі (FRA) W 15–13   | 3                |
| Сунь Юйцзє                                | Індивідуальна шпага  | Bye                 | Кан Й М (KOR) L 10–15   | Завершила виступ     | Завершила виступ           | Завершила виступ       | Завершила виступ      | Завершила виступ |
| Сюй Аньці                                 | Індивідуальна шпага  | Bye                 | Кандассамі (FRA) L 8–15 | Завершила виступ     | Завершила виступ           | Завершила виступ       | Завершила виступ      | Завершила виступ |
| Хао Цзялю Сунь Івень Сунь Юйцзє Сюй Аньці | Командна шпага       | Н/Д                 | Н/Д                     | Bye                  | Україна (UKR) W 42–34      | Естонія (EST) W 45–36  | Румунія (ROU) L 38–44 | 2                |
| Лі Хуейлінь                               | Індивідуальна рапіра | Bye                 | Зекрані (MAR) W 15–4    | Тібус (FRA) L 13–15  | Завершила виступ           | Завершила виступ       | Завершила виступ      | Завершила виступ |
| Лю Юнші                                   | Індивідуальна рапіра | Bye                 | Кнепек (HUN) W 15–9     | Кіфер (USA) W 15–9   | ді Франциска (ITA) L 10–15 | Завершила виступ       | Завершила виступ      | Завершила виступ |
| Шень Чень                                 | Шабля                | Bye                 | Kozaczuk (POL) L 9–15   | Завершила виступ     | Завершила виступ           | Завершила виступ       | Завершила виступ      | Завершила виступ |

## Хокей на траві
Підсумок
Легенда:
- FT – After full time.
- P – Долю матчу вирішило пробиття пенальті.

| Команда             | Дисципліна     | Груповий етап      | Груповий етап      | Груповий етап      | Груповий етап        | Груповий етап       | Груповий етап | Чвертьфінал        | Півфінал           | Фінал / БМ         | Фінал / БМ |
| Команда             | Дисципліна     | Суперник Результат | Суперник Результат | Суперник Результат | Суперник Результат   | Суперник Результат  | Місце         | Суперник Результат | Суперник Результат | Суперник Результат | Місце      |
| ------------------- | -------------- | ------------------ | ------------------ | ------------------ | -------------------- | ------------------- | ------------- | ------------------ | ------------------ | ------------------ | ---------- |
| Жіноча збірна Китаю | жіночий турнір | Німеччина D 1–1    | Іспанія W 2–0      | Нідерланди L 0–1   | Південна Корея D 0–0 | Нова Зеландія L 0–3 | 5             | Завершила виступ   | Завершила виступ   | Завершила виступ   | 9          |

### Жіночий турнір
Склад команди
Шаблон:Склад жіночої збірної Китаю з хокею на траві на літніх Олімпійських іграх 2016
Груповий етап
Шаблон:Підсумкова таблиця в групі A жіночого турніру з хокею на траві на літніх Олімпійських іграх 2016
Шаблон:Жіночий турнір з хокею на траві на літніх Олімпійських іграх 2016, гра A3
Шаблон:Жіночий турнір з хокею на траві на літніх Олімпійських іграх 2016, гра A6
Шаблон:Жіночий турнір з хокею на траві на літніх Олімпійських іграх 2016, гра A9
Шаблон:Жіночий турнір з хокею на траві на літніх Олімпійських іграх 2016, гра A11
Шаблон:Жіночий турнір з хокею на траві на літніх Олімпійських іграх 2016, гра A15

## Футбол

### Жіночий турнір
Склад команди
Шаблон:Склад жіночої збірної Китаю з футболу на літніх Олімпійських іграх 2016
Груповий етап
Шаблон:Жіночий турнір з футболу на літніх Олімпійських іграх 2016, гра E2
Шаблон:Жіночий турнір з футболу на літніх Олімпійських іграх 2016, гра E3
Шаблон:Жіночий турнір з футболу на літніх Олімпійських іграх 2016, гра E6
Чвертьфінал
Шаблон:Жіночий турнір з футболу на літніх Олімпійських іграх 2016, гра H2

## Гольф
| Спортсмен    | Дисципліна | Раунд 1   | Раунд 2   | Раунд 3   | Раунд 4   | Загалом   | Загалом | Загалом |
| Спортсмен    | Дисципліна | Результат | Результат | Результат | Результат | Результат | Пар     | Місце   |
| ------------ | ---------- | --------- | --------- | --------- | --------- | --------- | ------- | ------- |
| Лі Хаотун    | чоловіки   | 70        | 73        | 71        | 75        | 289       | +5      | =50     |
| У Асхунь     | чоловіки   | 74        | 71        | 70        | 68        | 283       | −1      | =30     |
| Фен Шаньшань | жінки      | 70        | 67        | 68        | 69        | 274       | −10     | 3       |
| Lin Xiyu     | жінки      | 72        | 74        | 74        | 69        | 289       | +5      | 38      |

## Гімнастика

### Спортивна гімнастика
Чоловіки
Командна першість
| Спортсмен   | Дисципліна | Кваліфікація | Кваліфікація | Кваліфікація | Кваліфікація | Кваліфікація | Кваліфікація | Кваліфікація | Кваліфікація | Фінал    | Фінал  | Фінал  | Фінал  | Фінал  | Фінал  | Фінал   | Фінал |        |        |        |        |     |     |
| Спортсмен   | Дисципліна | Вправа       | Вправа       | Вправа       | Вправа       | Вправа       | Вправа       | Загалом      | Місце        | Вправа   | Вправа | Вправа | Вправа | Вправа | Вправа | Загалом | Місце |        |        |        |        |     |     |
| ----------- | ---------- | ------------ | ------------ | ------------ | ------------ | ------------ | ------------ | ------------ | ------------ | -------- | ------ | ------ | ------ | ------ | ------ | ------- | ----- | ------ | ------ | ------ | ------ | --- | --- |
| Спортсмен   | Дисципліна | Ден Шуді     | Команда      | 15.033       | 14.866       | 14.300       | 15.300       | Загалом      | Місце        | 15.800 Q | 14.366 | 89.665 | 4 Q    | 13.833 | 14.958 | Загалом | Місце | 14.600 | 15.200 | 15.800 | 14.400 | Н/Д | Н/Д |
| Лін Чаопан  | 13.666     | 15.033       | Команда      | 14.133       | 15.233       | 15.700       | 14.866       | 88.631       | 10 Q         | 14.833   | 14.900 | Н/Д    | 14.400 | 15.900 | 15.000 |         |       |        |        |        |        | Н/Д | Н/Д |
| Лю Ян       | 12.933     | Н/Д          | Команда      | 15.900 Q     | 14.683       | Н/Д          | Н/Д          | Н/Д          | Н/Д          | Н/Д      | Н/Д    | 15.833 | Н/Д    | Н/Д    | Н/Д    |         |       |        |        |        |        | Н/Д | Н/Д |
| Ю Хао       | Н/Д        | 14.966       | Команда      | 15.800 Q     | Н/Д          | 15.733 Q     | 14.066       | Н/Д          | Н/Д          | Н/Д      | 14.400 | 14.800 | Н/Д    | 16.166 | Н/Д    |         |       |        |        |        |        | Н/Д | Н/Д |
| Чжан Ченлун | 14.900     | Н/Д          | Команда      | Н/Д          | 14.933       | 15.166       | 13.966       | Н/Д          | Н/Д          | 15.133   | Н/Д    | Н/Д    | 15.400 | Н/Д    | 15.566 |         |       |        |        |        |        | Н/Д | Н/Д |
| Загалом     | 43.599     | 44.865       | Команда      | 46.000       | 45.466       | 47.233       | 43.298       | 270.461      | 1 Q          | 43.799   | 44.258 | 45.233 | 45.000 | 47.866 | 44.966 | 271.122 | 3     |        |        |        |        |     |     |

Індивідуальні фінали
| Спортсмен        | Дисципліна         | Вправа   | Вправа             | Вправа | Вправа | Вправа | Вправа | Загалом | Місце |        |        |        |   |
| ---------------- | ------------------ | -------- | ------------------ | ------ | ------ | ------ | ------ | ------- | ----- | ------ | ------ | ------ | - |
| Спортсмен        | Дисципліна         | Ден Шуді | Абсолютна першість | 14.966 | 14.533 | 14.433 | 15.266 | Загалом | Місце | 15.966 | 14.966 | 90.130 | 6 |
| Паралельні бруси | Н/Д                | Н/Д      | Н/Д                | Н/Д    | 15.766 | Н/Д    | 15.766 | 4       |       |        |        |        |   |
| Лін Чаопан       | Абсолютна першість | 14.866   | 14.833             | 14.733 | 14.966 | 15.666 | 15.166 | 90.230  | 5     |        |        |        |   |
| Лю Ян            | Кільця             | Н/Д      | Н/Д                | 15.600 | Н/Д    | Н/Д    | Н/Д    | 15.600  | 4     |        |        |        |   |
| Ю Хао            | Кільця             | Н/Д      | Н/Д                | 15.400 | Н/Д    | Н/Д    | Н/Д    | 15.400  | 6     |        |        |        |   |
| Ю Хао            | Паралельні бруси   | Н/Д      | Н/Д                | Н/Д    | Н/Д    | 14.833 | Н/Д    | 14.833  | 8     |        |        |        |   |

Жінки
Командна першість
| Спортсменка  | Дисципліна | Кваліфікація | Кваліфікація | Кваліфікація | Кваліфікація | Кваліфікація | Кваліфікація | Фінал    | Фінал  | Фінал  | Фінал  | Фінал   | Фінал |     |        |        |     |     |     |
| Спортсменка  | Дисципліна | Вправа       | Вправа       | Вправа       | Вправа       | Загалом      | Місце        | Вправа   | Вправа | Вправа | Вправа | Загалом | Місце |     |        |        |     |     |     |
| ------------ | ---------- | ------------ | ------------ | ------------ | ------------ | ------------ | ------------ | -------- | ------ | ------ | ------ | ------- | ----- | --- | ------ | ------ | --- | --- | --- |
| Спортсменка  | Дисципліна | Фань Їлінь   | Команда      | Н/Д          | 15.266       | Загалом      | Місце        | 14.866 Q | 13.500 | Н/Д    | Н/Д    | Загалом | Місце | Н/Д | 15.733 | 15.066 | Н/Д | Н/Д | Н/Д |
| Мао Ї        | 14.816     | Н/Д          | Н/Д          | 11.700       | Н/Д          | Н/Д          | 14.833       | Н/Д      | Н/Д    | 12.633 |        |         |       |     |        |        |     | Н/Д | Н/Д |
| Шан Чуньсун  | 12.766     | 15.300 Q     | Команда      | 14.366       | 14.100       | 56.532       | 20 Q         | Н/Д      | 14.333 | 15.066 | 14.700 |         |       |     |        |        |     | Н/Д | Н/Д |
| Тань Цзясінь | 14.766     | 14.600       | Команда      | Н/Д          | Н/Д          | Н/Д          | Н/Д          | 14.766   | 14.941 | Н/Д    | Н/Д    |         |       |     |        |        |     | Н/Д | Н/Д |
| Ван Янь      | 14.933 Q   | 13.900       | Команда      | 14.100       | 14.666 Q     | 57.599       | 6 Q          | 14.733   | Н/Д    | 14.466 | 14.733 |         |       |     |        |        |     | Н/Д | Н/Д |
| Загалом      | 44.515     | 45.166       | Команда      | 43.332       | 42.266       | 175.279      | 2 Q          | 44.332   | 45.007 | 44.598 | 42.066 | 176.003 | 3     |     |        |        |     |     |     |

Індивідуальні фінали
| Спортсмен   | Дисципліна         | Вправа     | Вправа | Вправа | Вправа | Загалом | Місце |        |     |        |   |
| ----------- | ------------------ | ---------- | ------ | ------ | ------ | ------- | ----- | ------ | --- | ------ | - |
| Спортсмен   | Дисципліна         | Фань Їлінь | колода | Н/Д    | Н/Д    | Загалом | Місце | 14.500 | Н/Д | 14.500 | 6 |
| Шан Чуньсун | Абсолютна першість | 13.883     | 15.233 | 14.833 | 14.600 | 58.549  | 4     |        |     |        |   |
| Шан Чуньсун | Різновисокі бруси  | Н/Д        | 15.433 | Н/Д    | Н/Д    | 15.433  | 5     |        |     |        |   |
| Ван Янь     | Абсолютна першість | 14.733     | 13.733 | 14.666 | 14.900 | 58.032  | 6     |        |     |        |   |
| Ван Янь     | опорний стрибок    | 14.999     | Н/Д    | Н/Д    | Н/Д    | 14.999  | 5     |        |     |        |   |
| Ван Янь     | Вільні вправи      | Н/Д        | Н/Д    | Н/Д    | 14.666 | 14.666  | 5     |        |     |        |   |

* Тань Цзясінь замінила Лю Тінтін, бо та зазнала травми руки коли тренувала pac salto на різновисоких брусах.

### Художня гімнастика
| Спортсменка | Вправа                      | Кваліфікація | Кваліфікація | Кваліфікація | Кваліфікація | Кваліфікація | Кваліфікація | Фінал            | Фінал            | Фінал            | Фінал            | Фінал            | Фінал            |
| Спортсменка | Вправа                      | Обруч        | М'яч         | Булави       | Стрічка      | Загалом      | Місце        | Обруч            | М'яч             | Булави           | Стрічка          | Загалом          | Місце            |
| ----------- | --------------------------- | ------------ | ------------ | ------------ | ------------ | ------------ | ------------ | ---------------- | ---------------- | ---------------- | ---------------- | ---------------- | ---------------- |
| Шан Жун     | Індивідуальне багатоборство | 16.566       | 16.766       | 15.716       | 15.966       | 65.014       | 24           | Завершила виступ | Завершила виступ | Завершила виступ | Завершила виступ | Завершила виступ | Завершила виступ |

| Спортсменка                                   | Вправа                | Кваліфікація | Кваліфікація     | Кваліфікація | Кваліфікація | Фінал            | Фінал            | Фінал            | Фінал            |
| Спортсменка                                   | Вправа                | 5 стрічок    | 6 булав 2 обручі | Загалом      | Місце        | 5 стрічок        | 6 булав 2 обручі | Загалом          | Місце            |
| --------------------------------------------- | --------------------- | ------------ | ---------------- | ------------ | ------------ | ---------------- | ---------------- | ---------------- | ---------------- |
| Бао Юйцін Шу Сияо Ян Є Чжан Лін Чжао Цзіннань | групове багатоборство | 16.333       | 15.800           | 32.133       | 11           | Завершила виступ | Завершила виступ | Завершила виступ | Завершила виступ |

### Стрибки на батуті
| Спортсмен | Дисципліна | Кваліфікація | Кваліфікація | Фінал     | Фінал |
| Спортсмен | Дисципліна | Результат    | Місце        | Результат | Місце |
| --------- | ---------- | ------------ | ------------ | --------- | ----- |
| Дон Дон   | чоловіки   | 110.050      | 3 Q          | 60.535    | 2     |
| Ґао Лей   | чоловіки   | 112.535      | 1 Q          | 60.175    | 3     |
| Хе Веньна | жінки      | 103.095      | 4 Q          | 55.570    | 4     |
| Лі Дань   | жінки      | 104.075      | 2 Q          | 55.885    | 3     |

## Дзюдо
Чоловіки
| Спортсмен        | Категорія | 1/32 фіналу        | 1/16 фіналу             | 1/8 фіналу              | Чвертьфінали          | Півфінали             | Втішний поєдинок   | Фінал / БМ                      | Фінал / БМ      |
| Спортсмен        | Категорія | Суперник Результат | Суперник Результат      | Суперник Результат      | Суперник Результат    | Суперник Результат    | Суперник Результат | Суперник Результат              | Місце           |
| ---------------- | --------- | ------------------ | ----------------------- | ----------------------- | --------------------- | --------------------- | ------------------ | ------------------------------- | --------------- |
| Ма Дуаньбінь     | до 66 кг  | Bye                | Хуссейн (DJI) W 011–000 | Ебінума (JPN) L 000–011 | Завершив виступ       | Завершив виступ       | Завершив виступ    | Завершив виступ                 | Завершив виступ |
| Сай Їньцзижигала | до 73 кг  | Bye                | Помбо (BRA) W 001–000   | Ярцев (RUS) L 000–100   | Завершив виступ       | Завершив виступ       | Завершив виступ    | Завершив виступ                 | Завершив виступ |
| Чен Сюньчжао     | до 90 кг  | Bye                | Іліадіс (GRE) W 100–000 | Тот (HUN) W 100–000     | Нюман (SWE) W 100–000 | Бакер (JPN) L 000–100 | Bye                | Лхагвасуренгійн (MGL) W 001–000 | 3               |

Жінки
| Спортсменка  | Категорія   | 1/16 фіналу               | 1/8 фіналу                     | Чвертьфінали             | Півфінали                   | Втішний поєдинок       | Фінал / БМ               | Фінал / БМ       |
| Спортсменка  | Категорія   | Суперниця Результат       | Суперниця Результат            | Суперниця Результат      | Суперниця Результат         | Суперниця Результат    | Суперниця Результат      | Місце            |
| ------------ | ----------- | ------------------------- | ------------------------------ | ------------------------ | --------------------------- | ---------------------- | ------------------------ | ---------------- |
| Ма Іннань    | до 52 кг    | Bye                       | Рамуш (POR) W 100–000          | Міранда (BRA) W 010–000  | Джуффріда (ITA) L 000–000 S | Bye                    | Кузютіна (RUS) L 000–100 | 5                |
| Ян Цзюнься   | до 63 кг    | Урдабаєва (KAZ) W 100–000 | Цедевсуренгійн (MGL) W 100–001 | Трстеняк (SLO) L 000–101 | Завершила виступ            | Джербі (ISR) L 000–010 | Завершила виступ         | 7                |
| Чжоу Чао     | до 70 кг    | Татімото (JPN) L 000–100  | Завершила виступ               | Завершила виступ         | Завершила виступ            | Завершила виступ       | Завершила виступ         | Завершила виступ |
| Чжан Чжехуей | до 78 кг    | Bye                       | Гаррісон (USA) L 000–100       | Завершила виступ         | Завершила виступ            | Завершила виступ       | Завершила виступ         | Завершила виступ |
| Юй Сун       | понад 78 кг | Bye                       | Асселах (ALG) W 100–000        | Саїт (TUR) W 111–000     | Андеоль (FRA) L 000–100     | Bye                    | Kim M-j (KOR) W 100–000  | 3                |

## Сучасне п'ятиборство
| Спортсмен    | Дисципліна | Фехтування (шпага, один дотик) | Фехтування (шпага, один дотик) | Фехтування (шпага, один дотик) | Фехтування (шпага, один дотик) | Плавання (200 м вільним стилем) | Плавання (200 м вільним стилем) | Плавання (200 м вільним стилем) | Верхова їзда (конкур) | Верхова їзда (конкур) | Верхова їзда (конкур) | Комбіновано: стрільба/біг (10 м, пневматичний пістолет)/(3200 м) | Комбіновано: стрільба/біг (10 м, пневматичний пістолет)/(3200 м) | Комбіновано: стрільба/біг (10 м, пневматичний пістолет)/(3200 м) | Загалом очок | Підсумкове місце |
| Спортсмен    | Дисципліна | RR                             | BR                             | Місце                          | Очки                           | Час                             | Місце                           | Очки                            | Штрафні очки          | Місце                 | Очки                  | Час                                                              | Місце                                                            | MP Points                                                        | Загалом очок | Підсумкове місце |
| ------------ | ---------- | ------------------------------ | ------------------------------ | ------------------------------ | ------------------------------ | ------------------------------- | ------------------------------- | ------------------------------- | --------------------- | --------------------- | --------------------- | ---------------------------------------------------------------- | ---------------------------------------------------------------- | ---------------------------------------------------------------- | ------------ | ---------------- |
| Цао Чжунжун  | чоловіки   | 17–18                          | 2                              | 22                             | 204                            | 2:00.08                         | 5                               | 340                             | 0                     | 4                     | 300                   | 11:51.14                                                         | 28                                                               | 589                                                              | 1433         | 16               |
| Го Цзяньлі   | чоловіки   | 19–16                          | 0                              | 17                             | 214                            | 2:01.94                         | 10                              | 335                             | 14                    | 15                    | 286                   | 11:45.98                                                         | 27                                                               | 595                                                              | 1430         | 18               |
| Чень Цянь    | жінки      | 22–13                          | 0                              | 5                              | 232                            | 2:18.75                         | 20                              | 284                             | 8                     | 13                    | 292                   | 12:45.07                                                         | 9                                                                | 535                                                              | 1343         | 4                |
| Чжан Сяонань | жінки      | 22–13                          | 2                              | 6                              | 232                            | 2:22.67                         | 33                              | 272                             | 21                    | 21                    | 279                   | 13:20.79                                                         | 26                                                               | 500                                                              | 1285         | 18               |

## Академічне веслування
Чоловіки
| Спортсмен                                    | Дисципліна               | Заїзди  | Заїзди | Втішний заплив | Втішний заплив | Півфінали | Півфінали | Фінал   | Фінал |
| Спортсмен                                    | Дисципліна               | Час     | Місце  | Час            | Місце          | Час       | Місце     | Час     | Місце |
| -------------------------------------------- | ------------------------ | ------- | ------ | -------------- | -------------- | --------- | --------- | ------- | ----- |
| Сунь Мань Ван Цзюньсінь                      | Парні двійки, легка вага | 6:30.83 | 4 R    | 7:03.88        | 2 SA/B         | 7:01.49   | 6 FB      | 6:40.74 | 11    |
| Цзінь Вей Ван Тєсінь Юй Ченґан Чжао Цзінбінь | Четвірки, легка вага     | 6:03.43 | 2 SA/B | Bye            | Bye            | 6:27.27   | 5 FB      | 6:32.78 | 8     |

Жінки
| Спортсменка                             | Дисципліна               | Заїзди  | Заїзди | Втішний заплив | Втішний заплив | Чвертьфінали | Чвертьфінали | Півфінали | Півфінали | Фінал   | Фінал |
| Спортсменка                             | Дисципліна               | Час     | Місце  | Час            | Місце          | Час          | Місце        | Час       | Місце     | Час     | Місце |
| --------------------------------------- | ------------------------ | ------- | ------ | -------------- | -------------- | ------------ | ------------ | --------- | --------- | ------- | ----- |
| Дуань Цзінлі                            | Парні одинарки           | 8:18.57 | 1 QF   | Bye            | Bye            | 7:27.88      | 2 SA/B       | 7:43.97   | 1 FA      | 7:24.13 | 3     |
| Мяо Тянь Чжан Мінь                      | Двійки                   | 7:15.66 | 3 SA/B | Bye            | Bye            | Н/Д          | Н/Д          | 7:30.90   | 4 FB      | 7:17.12 | 7     |
| Лю Ян Чжу Вейвей                        | Парні двійки             | 7:25.19 | 2 SA/B | Bye            | Bye            | Н/Д          | Н/Д          | 7:05.31   | 6 FB      | 7:45.68 | 11    |
| Хуан Вен'ї Пань Фейхун                  | Парні двійки, легка вага | 7:00.13 | 1 SA/B | Bye            | Bye            | Н/Д          | Н/Д          | 7:20.94   | 3 FA      | 7:06.49 | 3     |
| Цзян Янь Ван Юйвей Чжан Лін Чжан Сіньюе | Парні четвірки           | 6:40.21 | 4 R    | 6:28.49        | 3 FA           | Н/Д          | Н/Д          | Н/Д       | Н/Д       | 6:59.45 | 6     |

Пояснення до кваліфікації: FA=Фінал A (за медалі); FB=Фінал B (не за медалі); FC=Фінал C (не за медалі); FD=Фінал D (не за медалі); FE=Фінал E (не за медалі); FF=Фінал F (не за медалі); SA/B=Півфінали A/B; SC/D=Півфінали C/D; SE/F=Півфінали E/F; QF=Чвертьфінали; R=Потрапив у втішний заплив

## Вітрильний спорт
Чоловіки
| Спортсмен             | Дисципліна | Заплив | Заплив | Заплив | Заплив | Заплив | Заплив | Заплив | Заплив | Заплив | Заплив | Заплив | Заплив | Заплив | Очки | Підсумкове місце |
| Спортсмен             | Дисципліна | 1      | 2      | 3      | 4      | 5      | 6      | 7      | 8      | 9      | 10     | 11     | 12     | M*     | Очки | Підсумкове місце |
| --------------------- | ---------- | ------ | ------ | ------ | ------ | ------ | ------ | ------ | ------ | ------ | ------ | ------ | ------ | ------ | ---- | ---------------- |
| Ван Айчень            | RS:X       | 16     | 18     | 8      | 18     | 19     | 16     | 6      | 4      | 15     | 10     | 10     | 15     | EL     | 135  | 13               |
| Гун Лей               | Фінн       | 22     | DNF    | 20     | 16     | 21     | 20     | 19     | 22     | 21     | 17     | Н/Д    | Н/Д    | EL     | 178  | 22               |
| Ван Вей Сюй Цзанцзюнь | 470        | 23     | 12     | 13     | 22     | 19     | 11     | 19     | 15     | 19     | 12     | Н/Д    | Н/Д    | EL     | 142  | 18               |

Жінки
| Спортсменка            | Дисципліна   | Заплив | Заплив | Заплив | Заплив | Заплив | Заплив | Заплив | Заплив | Заплив | Заплив | Заплив | Заплив | Заплив | Очки | Підсумкове місце |
| Спортсменка            | Дисципліна   | 1      | 2      | 3      | 4      | 5      | 6      | 7      | 8      | 9      | 10     | 11     | 12     | M*     | Очки | Підсумкове місце |
| ---------------------- | ------------ | ------ | ------ | ------ | ------ | ------ | ------ | ------ | ------ | ------ | ------ | ------ | ------ | ------ | ---- | ---------------- |
| Чень Пейна             | RS:X         | 9      | 11     | 11     | 15     | 7      | 1      | 4      | 10     | 4      | 1      | 1      | 1      | 6      | 60   | 2                |
| Сюй Ліцзя              | Лазер радіал | 3      | DSQ    | 3      | 1      | 8      | 12     | DSQ    | DSQ    | 19     | 13     | Н/Д    | Н/Д    | EL     | 135  | 18               |
| Хуан Лічжу Wang Xiaoli | 470          | 12     | 10     | 14     | 13     | 16     | 16     | 17     | 13     | 4      | 16     | Н/Д    | Н/Д    | EL     | 113  | 16               |

M = Медальний заплив; EL = Вибув – не потрапив до медального запливу

## Стрільба
Чоловіки
| Спортсмен   | Дисципліна                       | Кваліфікація | Кваліфікація | Півфінал        | Півфінал        | Фінал / БМ      | Фінал / БМ      |
| Спортсмен   | Дисципліна                       | Очки         | Місце        | Очки            | Місце           | Очки            | Місце           |
| ----------- | -------------------------------- | ------------ | ------------ | --------------- | --------------- | --------------- | --------------- |
| Цао Їфей    | Пневматична гвинтівка, 10 м      | 625.5        | 9            | Н/Д             | Н/Д             | Завершив виступ | Завершив виступ |
| Цао Їфей    | Гвинтівка лежачи, 50 м           | 620.8        | 30           | Н/Д             | Н/Д             | Завершив виступ | Завершив виступ |
| Ху Біньюань | Дубль-трап                       | 135 (+7)     | 8            | Завершив виступ | Завершив виступ | Завершив виступ | Завершив виступ |
| Хуей Цзичен | Гвинтівка з трьох положень, 50 м | 1171         | 15           | Н/Д             | Н/Д             | Завершив виступ | Завершив виступ |
| Лі Юехун    | швидкісний пістолет, 25 м        | 584          | 5 Q          | Н/Д             | Н/Д             | 27              | 3               |
| Пан Цян     | Дубль-трап                       | 133          | 12           | Завершив виступ | Завершив виступ | Завершив виступ | Завершив виступ |
| Пан Вей     | Пневматичний пістолет, 10 м      | 590          | 1 Q          | Н/Д             | Н/Д             | 180.4           | 3               |
| Пан Вей     | Пістолет, 50 м                   | 565          | 2 Q          | Н/Д             | Н/Д             | 67.2            | 8               |
| Пу Ціфен    | Пневматичний пістолет, 10 м      | 577          | 16           | Н/Д             | Н/Д             | Завершив виступ | Завершив виступ |
| Ван Чживей  | Пістолет, 50 м                   | 556          | 8 Q          | Н/Д             | Н/Д             | 129.4           | 5               |
| Ян Хаожань  | Пневматична гвинтівка, 10 м      | 620.5        | 31           | Н/Д             | Н/Д             | Завершив виступ | Завершив виступ |
| Чжан Фушен  | швидкісний пістолет, 25 м        | 590          | 2 Q          | Н/Д             | Н/Д             | 21              | 4               |
| Чжао Шенбо  | Гвинтівка лежачи, 50 м           | 618.7        | 38           | Н/Д             | Н/Д             | Завершив виступ | Завершив виступ |
| Чжу Цінань  | Гвинтівка з трьох положень, 50 м | 1176         | 4 Q          | Н/Д             | Н/Д             | 414.8           | 6               |

Жінки
| Спортсменка   | Дисципліна                       | Кваліфікація | Кваліфікація | Півфінал         | Півфінал         | Фінал / БМ       | Фінал / БМ       |
| Спортсменка   | Дисципліна                       | Очки         | Місце        | Очки             | Місце            | Очки             | Місце            |
| ------------- | -------------------------------- | ------------ | ------------ | ---------------- | ---------------- | ---------------- | ---------------- |
| Чень Фан      | Трап                             | 64           | 15           | Завершила виступ | Завершила виступ | Завершила виступ | Завершила виступ |
| Чень Ін       | пістолет, 25 м                   | 570          | 30           | Завершила виступ | Завершила виступ | Завершила виступ | Завершила виступ |
| Ду Лі         | Пневматична гвинтівка, 10 м      | 420.7 OR     | 1 Q          | Н/Д              | Н/Д              | 207.0            | 2                |
| Ду Лі         | Гвинтівка з трьох положень, 50 м | 586          | 4 Q          | Н/Д              | Н/Д              | 447.4            | 3                |
| Го Веньцзюнь  | Пневматичний пістолет, 10 м      | 378          | 30           | Н/Д              | Н/Д              | Завершила виступ | Завершила виступ |
| Вей Мен       | Скит                             | 73           | 1 Q          | 14               | 3 q              | 15 (+6)          | 4                |
| Вей Нін       | Скит                             | 68           | 9            | Завершила виступ | Завершила виступ | Завершила виступ | Завершила виступ |
| І Силін       | Пневматична гвинтівка, 10 м      | 415.9        | 8 Q          | Н/Д              | Н/Д              | 185.4            | 3                |
| Чжан Біньбінь | Гвинтівка з трьох положень, 50 м | 582          | 7 Q          | Н/Д              | Н/Д              | 458.4            | 2                |
| Чжан Цзінцзін | пістолет, 25 м                   | 592 OR       | 1 Q          | 17               | 3 q              | 4                | 4                |
| Чжан Менсюе   | Пневматичний пістолет, 10 м      | 384          | 7 Q          | Н/Д              | Н/Д              | 199.4            | 1                |

Пояснення до кваліфікації: Q = Пройшов у наступне коло; q = Кваліфікувався щоб змагатись у поєдинку за бронзову медаль

## Плавання
Чоловіки
| Спортсмен                                    | Дисципліна                        | Попередній заплив | Попередній заплив | Півфінал        | Півфінал        | Фінал           | Фінал           |
| Спортсмен                                    | Дисципліна                        | Час               | Місце             | Час             | Місце           | Час             | Місце           |
| -------------------------------------------- | --------------------------------- | ----------------- | ----------------- | --------------- | --------------- | --------------- | --------------- |
| Ху Їсюань                                    | 200 м комплексом                  | 2:00.70           | 22                | Завершив виступ | Завершив виступ | Завершив виступ | Завершив виступ |
| Лі Гуаньгуань                                | 100 м на спині                    | 54.36             | 21                | Завершив виступ | Завершив виступ | Завершив виступ | Завершив виступ |
| Лі Гуаньгуань                                | 200 м на спині                    | 1:56.85           | 11 Q              | 1:55.92         | 6 Q             | 1:55.89         | 6               |
| Лі Сян                                       | 100 м брасом                      | 59.55             | 11 Q              | 1:00.25         | 13              | Завершив виступ | Завершив виступ |
| Лі Сян                                       | 200 м брасом                      | 2:10.17           | 13 Q              | 2:10.92         | 12              | Завершив виступ | Завершив виступ |
| Лі Чжухао                                    | 100 м батерфляєм                  | 51.78             | =8 Q              | 51.51           | 3 Q             | 51.26           | 5               |
| Лі Чжухао                                    | 200 м батерфляєм                  | 1:56.72           | 16 Q              | 1:57.62         | 16              | Завершив виступ | Завершив виступ |
| Мао Фейлян                                   | 200 м брасом                      | 2:09.80           | 9 Q               | 2:09.64         | 9               | Завершив виступ | Завершив виступ |
| Нін Цзетао                                   | 50 м вільним стилем               | 22.38             | 30                | Завершив виступ | Завершив виступ | Завершив виступ | Завершив виступ |
| Нін Цзетао                                   | 100 м вільним стилем              | 48.57             | =14 Q             | 48.37           | 12              | Завершив виступ | Завершив виступ |
| Цю Цзиао                                     | 400 м вільним стилем              | 3:49.45           | 26                | Н/Д             | Н/Д             | Завершив виступ | Завершив виступ |
| Цю Цзиао                                     | 1500 м вільним стилем             | 15:06.71          | 20                | Н/Д             | Н/Д             | Завершив виступ | Завершив виступ |
| Шань Кеюань                                  | 200 м вільним стилем              | 1:48.46           | 32                | Завершив виступ | Завершив виступ | Завершив виступ | Завершив виступ |
| Сунь Ян                                      | 200 м вільним стилем              | 1:45.75           | 1 Q               | 1:44.63         | 1 Q             | 1:44.65         | 1               |
| Сунь Ян                                      | 400 м вільним стилем              | 3:44.23           | 4 Q               | Н/Д             | Н/Д             | 3:41.68         | 2               |
| Сунь Ян                                      | 1500 м вільним стилем             | 15:01.97          | 16                | Н/Д             | Н/Д             | Завершив виступ | Завершив виступ |
| Ван Шунь                                     | 200 м комплексом                  | 1:58.98           | 8 Q               | 1:58.12         | 6 Q             | 1:57.05         | 3               |
| Ван Шунь                                     | 400 м комплексом                  | 4:14.46           | 10                | Н/Д             | Н/Д             | Завершив виступ | Завершив виступ |
| У Юхань                                      | 200 м батерфляєм                  | 1:59.04           | 27                | Завершив виступ | Завершив виступ | Завершив виступ | Завершив виступ |
| Сюй Цзяюй                                    | 100 м на спині                    | 53.01             | 2 Q               | 52.73           | 5 Q             | 52.31           | 2               |
| Сюй Цзяюй                                    | 200 м на спині                    | 1:55.51           | 2 Q               | 1:55.66         | 5 Q             | 1:55.16         | 4               |
| Ян Цзібей                                    | 100 м брасом                      | 1:00.88           | =27               | Завершив виступ | Завершив виступ | Завершив виступ | Завершив виступ |
| Юй Хесінь                                    | 50 м вільним стилем               | 22.20             | 20                | Завершив виступ | Завершив виступ | Завершив виступ | Завершив виступ |
| Юй Хесінь                                    | 100 м вільним стилем              | 48.87             | 25                | Завершив виступ | Завершив виступ | Завершив виступ | Завершив виступ |
| Чжан Цібінь                                  | 100 м батерфляєм                  | 52.84             | 27                | Завершив виступ | Завершив виступ | Завершив виступ | Завершив виступ |
| Цзу Ліцзюнь                                  | 10 км                             | Н/Д               | Н/Д               | Н/Д             | Н/Д             | 1:53:02.0       | 4               |
| Хе Цзяньбінь Лінь Юнцін Нін Цзетао Юй Хесінь | Естафета 4 × 100 м вільним стилем | DSQ               | DSQ               | Н/Д             | Н/Д             | Завершив виступ | Завершив виступ |
| Лі Сян Лі Чжухао Нін Цзетао Сюй Цзяюй        | Естафета 4 × 100 м комплексом     | 3:32.57           | =4 Q              | Н/Д             | Н/Д             | DSQ             | DSQ             |

Жінки
| Спортсменка                                          | Дисципліна                        | Попередній заплив | Попередній заплив | Півфінал         | Півфінал         | Фінал            | Фінал            |
| Спортсменка                                          | Дисципліна                        | Час               | Місце             | Час              | Місце            | Час              | Місце            |
| ---------------------------------------------------- | --------------------------------- | ----------------- | ----------------- | ---------------- | ---------------- | ---------------- | ---------------- |
| Ай Яньхань                                           | 200 м вільним стилем              | 1:56.77           | 8 Q               | 1:57.41          | 11               | Завершила виступ | Завершила виступ |
| Цао Юе                                               | 400 м вільним стилем              | 4:19.57           | 28                | Н/Д              | Н/Д              | Завершила виступ | Завершила виступ |
| Чень Цзє                                             | 200 м на спині                    | 2:14.18           | 27                | Завершила виступ | Завершила виступ | Завершила виступ | Завершила виступ |
| Чень Сіньї                                           | 50 м вільним стилем               | DNS               | DNS               | Завершила виступ | Завершила виступ | Завершила виступ | Завершила виступ |
| Чень Сіньї                                           | 100 м батерфляєм                  | 57.17             | 7 Q               | 57.51            | 8 Q              | 56.72            | 4                |
| Фу Юаньхуей                                          | 100 м на спині                    | 1:00.02           | 9 Q               | 58.95            | 3 Q              | 58.76            | 3                |
| Хоу Явень                                            | 800 м вільним стилем              | 8:30.59           | 11                | Н/Д              | Н/Д              | Завершила виступ | Завершила виступ |
| Лю Сян                                               | 50 м вільним стилем               | 24.91             | =18               | Завершила виступ | Завершила виступ | Завершила виступ | Завершила виступ |
| Лю Ясінь                                             | 200 м на спині                    | 2:08.84           | 6 Q               | 2:07.56          | 4 Q              | 2:09.03          | 7                |
| Лу Ін                                                | 100 м батерфляєм                  | 57.08             | 5 Q               | 57.15            | 6 Q              | 56.76            | 5                |
| Шень Дуо                                             | 100 м вільним стилем              | 54.41             | 15 Q              | DNS              | DNS              | Завершила виступ | Завершила виступ |
| Шень Дуо                                             | 200 м вільним стилем              | 1:56.52           | 6 Q               | 1:56.03          | 4 Q              | 1:55.25          | 5                |
| Ши Цзінлінь                                          | 100 м брасом                      | 1:06.55           | 5 Q               | 1:06.31          | 3 Q              | 1:06.37          | 4                |
| Ши Цзінлінь                                          | 200 м брасом                      | 2:24.33           | 9 Q               | 2:22.37          | 4 Q              | 2:22.28          | 3                |
| Ван Сюеер                                            | 100 м на спині                    | 1:00.59           | 14 Q              | 1:01.44          | 16               | Завершила виступ | Завершила виступ |
| Xin Xin                                              | 10 км                             | Н/Д               | Н/Д               | Н/Д              | Н/Д              | 1:57:14.4        | 4                |
| Є Шивень                                             | 200 м комплексом                  | 2:10.56           | 7 Q               | 2:09.33          | 4 Q              | 2:13.56          | 8                |
| Є Шивень                                             | 400 м комплексом                  | 4:45.86           | 27                | Н/Д              | Н/Д              | Завершила виступ | Завершила виступ |
| Ю Цзінгяо                                            | 200 м брасом                      | 2:28.65           | 24                | Завершила виступ | Завершила виступ | Завершила виступ | Завершила виступ |
| Чжан Сіньюй                                          | 100 м брасом                      | 1:07.59           | 22                | Завершила виступ | Завершила виступ | Завершила виступ | Завершила виступ |
| Чжан Юйфей                                           | 200 м батерфляєм                  | 2:07.55           | 8 Q               | 2:06.95          | 5 Q              | 2:07.40          | 6                |
| Чжан Юйхань                                          | 400 м вільним стилем              | 4:06.30           | 9                 | Н/Д              | Н/Д              | Завершила виступ | Завершила виступ |
| Чжан Юйхань                                          | 800 м вільним стилем              | 8:35.32           | 18                | Н/Д              | Н/Д              | Завершила виступ | Завершила виступ |
| Чжоу Мінь                                            | 200 м комплексом                  | 2:14.81           | 23                | Завершила виступ | Завершила виступ | Завершила виступ | Завершила виступ |
| Чжоу Мінь                                            | 400 м комплексом                  | 4:50.38           | 32                | Н/Д              | Н/Д              | Завершила виступ | Завершила виступ |
| Zhou Yilin                                           | 200 м батерфляєм                  | 2:08.21           | 12 Q              | 2:06.52          | 3 Q              | 2:07.37          | 5                |
| Чжу Менхуей                                          | 100 м вільним стилем              | 54.15             | 11 Q              | 53.98            | 9                | Завершила виступ | Завершила виступ |
| Шень Дуо Сун Мейчень Тан І Тан Юйтін Чжу Менхуей     | Естафета 4 × 100 м вільним стилем | 3:37.25           | 9                 | Н/Д              | Н/Д              | Завершила виступ | Завершила виступ |
| Ай Яньхань Dong Jie Шень Дуо Wang Shijia Чжан Юйхань | Естафета 4 × 200 м вільним стилем | 7:49.58           | 3 Q               | Н/Д              | Н/Д              | 7:47.96          | 4                |
| Лу Ін Фу Юаньхуей Шень Дуо Ши Цзінлінь               | Естафета 4 × 100 м комплексом     | 3:58.23           | 6 Q               | Н/Д              | Н/Д              | 3:55.18          | 4                |

## Синхронне плавання
| Спортсменка                                                                                   | Дисципліна | Обов'язкова програма | Обов'язкова програма | Довільна програма (попередня) | Довільна програма (попередня)    | Довільна програма (попередня) | Довільна програма (фінал) | Довільна програма (фінал)        | Довільна програма (фінал) |
| Спортсменка                                                                                   | Дисципліна | Очки                 | Місце                | Очки                          | Загалом (обов'язкова + довільна) | Місце                         | Очки                      | Загалом (обов'язкова + довільна) | Місце                     |
| --------------------------------------------------------------------------------------------- | ---------- | -------------------- | -------------------- | ----------------------------- | -------------------------------- | ----------------------------- | ------------------------- | -------------------------------- | ------------------------- |
| Хуан Сюечень Сунь Веньянь                                                                     | Дуети      | 95.3688              | 2                    | 96.0667                       | 191.4355                         | 2 Q                           | 97.0000                   | 192.3688                         | 2                         |
| Ґу Сяо Го Лі Хуан Сюечень Li Xiaolu Лян Сіньпін Сунь Веньянь Тан Менні Їнь Ченсінь Цзен Чжень | Команда    | 95.6174              | 2                    | Н/Д                           | Н/Д                              | Н/Д                           | 97.3667                   | 192.9841                         | 2                         |

## Настільний теніс
Чоловіки
| Спортсмен                  | Дисципліна       | Попередній раунд   | Раунд 1            | Раунд 2            | Раунд 3              | 1/8 фіналу           | Чвертьфінали                | Півфінали                  | Фінал / БМ          | Фінал / БМ |
| Спортсмен                  | Дисципліна       | Суперник Результат | Суперник Результат | Суперник Результат | Суперник Результат   | Суперник Результат   | Суперник Результат          | Суперник Результат         | Суперник Результат  | Місце      |
| -------------------------- | ---------------- | ------------------ | ------------------ | ------------------ | -------------------- | -------------------- | --------------------------- | -------------------------- | ------------------- | ---------- |
| Ма Лун                     | Одиночний розряд | Bye                | Bye                | Bye                | Грот (DEN) W 4–0     | Jung Y-s (KOR) W 4–2 | Аруна (NGR) W 4–0           | Мідзутані (JPN) W 4–2      | Чжан Цз (CHN) W 4–0 | 1          |
| Чжан Цзіке                 | Одиночний розряд | Bye                | Bye                | Bye                | Chen C-a (TPE) W 4–0 | Крішан (ROU) W 4–0   | Ніва (JPN) W 4–1            | Самсонов (BLR) W 4–1       | Ма Л (CHN) L 0–4    | 2          |
| Ма Лун Сюй Сінь Чжан Цзіке | Команда          | Н/Д                | Н/Д                | Н/Д                | Н/Д                  | Нігерія (NGR) W 3–0  | Велика Британія (GBR) W 3–0 | Південна Корея (KOR) W 3–0 | Японія (JPN) W 3–1  | 1          |

Жінки
| Спортсменка                | Дисципліна       | Попередній раунд    | Раунд 1             | Раунд 2             | Раунд 3             | 1/8 фіналу           | Чвертьфінали               | Півфінали            | Фінал / БМ            | Фінал / БМ |
| Спортсменка                | Дисципліна       | Суперниця Результат | Суперниця Результат | Суперниця Результат | Суперниця Результат | Суперниця Результат  | Суперниця Результат        | Суперниця Результат  | Суперниця Результат   | Місце      |
| -------------------------- | ---------------- | ------------------- | ------------------- | ------------------- | ------------------- | -------------------- | -------------------------- | -------------------- | --------------------- | ---------- |
| Дін Нін                    | одиночний розряд | Bye                 | Bye                 | Bye                 | Samara (ROU) W 4–0  | Doo H K (HKG) W 4–0  | Хань Ї (GER) W 4–0         | Кім С І (PRK) W 4–1  | Лі Сс (CHN) W 4–3     | 1          |
| Лі Сяося                   | одиночний розряд | Bye                 | Bye                 | Bye                 | Лі Ф (SWE) W 4–0    | Lee H C (HKG) W 4–0  | Cheng I-c (TPE) W 4–0      | Фукухара (JPN) W 4–0 | Дін Н (CHN) L 3–4     | 2          |
| Дін Нін Лі Сяося Лю Шівень | Команда          | Н/Д                 | Н/Д                 | Н/Д                 | Н/Д                 | Бразилія (BRA) W 3–0 | Північна Корея (PRK) W 3–0 | Сінгапур (SIN) W 3–0 | Німеччина (GER) W 3–0 | 1          |

## Тхеквондо
| Спортсмен  | Категорія              | 1/8 фіналу          | Чвертьфінали            | Півфінали               | Втішний поєдинок      | Фінал / БМ           | Фінал / БМ |
| Спортсмен  | Категорія              | Суперник Результат  | Суперник Результат      | Суперник Результат      | Суперник Результат    | Суперник Результат   | Місце      |
| ---------- | ---------------------- | ------------------- | ----------------------- | ----------------------- | --------------------- | -------------------- | ---------- |
| Чжао Шуай  | до 58 кг (чоловіки)    | Тортоса (ESP) W 7–3 | Хаджамі (MAR) W 8–1     | Наварро (MEX) W 9–4     | Bye                   | Ханпраб (THA) W 6–4  | 1          |
| Цяо Сень   | понад 80 кг (чоловіки) | Шокін (UZB) L 8–15  | Завершив виступ         | Завершив виступ         | Завершив виступ       | Завершив виступ      | 11         |
| У Цзін'юй  | до 49 кг (жінки)       | Хуан Х (TPE) W 10–1 | Богданович (SRB) L 7–17 | Завершила виступ        | Абакарова (AZE) L 3–4 | Завершила виступ     | 7          |
| Чжен Шуїнь | понад 67 кг (жінки)    | Равал (NEP) W 2–0   | Епанг (FRA) W 4–1       | Волкден (GBR) W 4–1 SUD | Bye                   | Еспіноса (MEX) W 5–1 | 1          |

## Теніс
| Спортсмен             | Дисципліна               | 1/32 фіналу                              | 1/16 фіналу                                 | 1/8 фіналу                              | Чвертьфінали       | Півфінали          | Фінал / БМ         | Фінал / БМ       |
| Спортсмен             | Дисципліна               | Суперник Результат                       | Суперник Результат                          | Суперник Результат                      | Суперник Результат | Суперник Результат | Суперник Результат | Місце            |
| --------------------- | ------------------------ | ---------------------------------------- | ------------------------------------------- | --------------------------------------- | ------------------ | ------------------ | ------------------ | ---------------- |
| Пен Шуай              | одиночний розряд (жінки) | Вотсон (GBR) L 4–6, 7–6(7–5), 3–6        | Завершила виступ                            | Завершила виступ                        | Завершила виступ   | Завершила виступ   | Завершила виступ   | Завершила виступ |
| Ван Ц                 | одиночний розряд (жінки) | Кузнецова (RUS) L 1–6, 6–4, 0–6          | Завершив виступ                             | Завершив виступ                         | Завершив виступ    | Завершив виступ    | Завершив виступ    | Завершив виступ  |
| Чжан Шуай             | одиночний розряд (жінки) | Бачинскі (SUI) W 6–7(4–7), 6–4, 7–6(9–7) | Зігемунд (GER) L 2–6, 4–6                   | Завершив виступ                         | Завершив виступ    | Завершив виступ    | Завершив виступ    | Завершив виступ  |
| Чжен Сайсай           | одиночний розряд (жінки) | Радванська (POL) W 6–4, 7–5              | Касаткіна (RUS) L 1–6, 4–6                  | Завершив виступ                         | Завершив виступ    | Завершив виступ    | Завершив виступ    | Завершив виступ  |
| Пен Шуай Чжан Шуай    | Жінки's doubles          | Н/Д                                      | Мірза / Thombare (IND) W 7–6(8–6), 5–7, 7–5 | Главачкова / Градецька (CZE) L 4–6, 4–6 | Завершив виступ    | Завершив виступ    | Завершив виступ    | Завершив виступ  |
| Сюй Їфань Чжен Сайсай | Жінки's doubles          | Н/Д                                      | Л Кіченок / Н Кіченок (UKR) W 6–0, 6–3      | Еррані / Вінчі (ITA) L 2–6, 3–6         | Завершив виступ    | Завершив виступ    | Завершив виступ    | Завершив виступ  |

## Тріатлон
| Спортсмен    | Дисципліна | Плавання, 1,5 км | Перехід 1 | Велосипед, 40 км | Перехід 2 | Біг, 10 км | Загалом Time | Місце |
| ------------ | ---------- | ---------------- | --------- | ---------------- | --------- | ---------- | ------------ | ----- |
| Бай Фацюань  | чоловіки   | 17:31            | 0:49      | 59:49            | 0:37      | 39:22      | 1:58:08      | 50    |
| Ван Ляньюань | жінки      | 20:06            | 0:57      | 1:05:55          | 0:42      | 43:32      | 2:11:12      | 48    |

## Волейбол

### Пляжний
| Спортсмен        | Дисципліна | Груповий етап | Місце | 1/8 фіналу                                   | Чвертьфінали       | Півфінали          | Фінал / БМ         | Фінал / БМ      |
| Спортсмен        | Дисципліна | Суперник Результат | Місце | Суперник Результат                           | Суперник Результат | Суперник Результат | Суперник Результат | Місце           |
| ---------------- | ---------- | --- | ----- | -------------------------------------------- | ------------------ | ------------------ | ------------------ | --------------- |
| Ван Фань Юань Юе | жінки      | Група C Форрер – Верже-Депре (SUI) W 2 – 1 (24–22, 18–21, 15–12) Росс – Волш-Дженнінгс (USA) L 0 – 2 (16–21, 9–21) Artacho – Laird (AUS) W 2 – 0 (21–16, 21–11) | 2 Q   | Агата – Барбара (BRA) L 0 – 2 (12–21, 16–21) | Завершив виступ    | Завершив виступ    | Завершив виступ    | Завершив виступ |

### У приміщенні

#### Жіночий турнір
Склад команди
Шаблон:Склад жіночої збірної Китаю з волейболу на літніх Олімпійських іграх 2016
Груповий етап
Шаблон:Підсумкова таблиця в групі B жіночого турніру з волейболу на літніх Олімпійських іграх 2016
Шаблон:Жіночий турнір з волейболу на літніх Олімпійських іграх 2016, гра B1
Шаблон:Жіночий турнір з волейболу на літніх Олімпійських іграх 2016, гра B4
Шаблон:Жіночий турнір з волейболу на літніх Олімпійських іграх 2016, гра B7
Шаблон:Жіночий турнір з волейболу на літніх Олімпійських іграх 2016, гра B10
Шаблон:Жіночий турнір з волейболу на літніх Олімпійських іграх 2016, гра B15
Чвертьфінал
Шаблон:Жіночий турнір з волейболу на літніх Олімпійських іграх 2016, гра C4
Півфінал
Шаблон:Жіночий турнір з волейболу на літніх Олімпійських іграх 2016, гра D1
Гонка за золоту медаль
Шаблон:Жіночий турнір з волейболу на літніх Олімпійських іграх 2016, гра E2

## Водне поло
Підсумок
Легенда:
- FT – After full time.
- P – Match decided by penalty-shootout.

| Команда             | Дисципліна     | Груповий етап      | Груповий етап      | Груповий етап      | Груповий етап      | Груповий етап      | Груповий етап | Чвертьфінал        | Півфінал           | Фінал / БМ         | Фінал / БМ |
| Команда             | Дисципліна     | Суперник Результат | Суперник Результат | Суперник Результат | Суперник Результат | Суперник Результат | Місце         | Суперник Результат | Суперник Результат | Суперник Результат | Місце      |
| ------------------- | -------------- | ------------------ | ------------------ | ------------------ | ------------------ | ------------------ | ------------- | ------------------ | ------------------ | ------------------ | ---------- |
| Жіноча збірна Китаю | жіночий турнір | Угорщина L 11–13   | США L 4–12         | Іспанія L 8–12     | Н/Д                | Н/Д                | 4             | Італія L 7–12      | Іспанія L 6–11     | Бразилія W 10–5    | 7          |

### Жіночий турнір
Склад команди
Шаблон:Склад жіночої збірної Китаю з водного поло на літніх Олімпійських іграх 2016
Груповий етап
Шаблон:Підсумкова таблиця в групі B жіночого турніру з водного поло на літніх Олімпійських іграх 2016
Шаблон:Жіночий турнір з водного поло на літніх Олімпійських іграх 2016, гра B1
Шаблон:Жіночий турнір з водного поло на літніх Олімпійських іграх 2016, гра B3
Шаблон:Жіночий турнір з водного поло на літніх Олімпійських іграх 2016, гра B5
Чвертьфінал
Шаблон:Жіночий турнір з водного поло на літніх Олімпійських іграх 2016, гра C4
Класифікаційний півфінал (5–8)
Шаблон:Жіночий турнір з водного поло на літніх Олімпійських іграх 2016, гра D2
Матч за сьоме місце
Шаблон:Жіночий турнір з водного поло на літніх Олімпійських іграх 2016, гра E1

## Важка атлетика
Чоловіки
| Спортсмен    | Категорія | Ривок     | Ривок | Поштовх   | Поштовх | Загалом | Місце |
| Спортсмен    | Категорія | Результат | Місце | Результат | Місце   | Загалом | Місце |
| ------------ | --------- | --------- | ----- | --------- | ------- | ------- | ----- |
| Лун Цінцюань | до 56 кг  | 137       | 1     | 170 OR    | 1       | 307 WR  | 1     |
| Чень Ліцзюнь | до 62 кг  | 143       | DNF   | —         | —       | —       | DNF   |
| Ши Чжиюн     | до 69 кг  | 162       | 2     | 190       | 1       | 352     | 1     |
| Люй Сяоцзюнь | до 77 кг  | 177 WR    | 1     | 202       | 2       | 379     | 2     |
| Тянь Тао     | до 85 кг  | 178       | 2     | 217 OR    | =1      | 395     | 2     |
| Янг Чже      | до 105 кг | 190       | =4    | 225       | 3       | 415     | 4     |

Жінки
| Спортсменка | Категорія   | Ривок     | Ривок | Поштовх   | Поштовх | Загалом | Місце |
| Спортсменка | Категорія   | Результат | Місце | Результат | Місце   | Загалом | Місце |
| ----------- | ----------- | --------- | ----- | --------- | ------- | ------- | ----- |
| Лі Яджун    | до 53 кг    | 101 OR    | 1     | 126       | DNF     | 101     | DNF   |
| Deng Wei    | до 63 кг    | 115       | 1     | 147 OR    | 1       | 262 WR  | 1     |
| Сян Яньмей  | до 69 кг    | 116       | 1     | 145       | 1       | 261     | 1     |
| Мен Супін   | понад 75 кг | 130       | 2     | 177       | 1       | 307     | 1     |

## Боротьба
Легенда:
- VT – Перемога на туше.
- PP – Перемога за очками – з технічними очками в того, хто програв.
- PO – Перемога за очками – без технічних очок в того, хто програв.
- ST – Перемога за явної переваги – різниця в очках становить принаймні 8 (греко-римська боротьба) або 10 (вільна боротьба) очок, без технічних очок у того, хто програв.
- SP – Перемога за явної переваги – різниця в очках становить принаймні 8 (греко-римська боротьба) або 10 (вільна боротьба) очок, з технічними очками в того, хто програв.

Чоловіки
| Спортсмен       | Категорія | Кваліфікація            | 1/8 фіналу                 | Чвертьфінал        | Півфінал           | Втішний поєдинок 1 | Втішний поєдинок 2 | Фінал / БМ         | Фінал / БМ |
| Спортсмен       | Категорія | Суперник Результат      | Суперник Результат         | Суперник Результат | Суперник Результат | Суперник Результат | Суперник Результат | Суперник Результат | Місце      |
| --------------- | --------- | ----------------------- | -------------------------- | ------------------ | ------------------ | ------------------ | ------------------ | ------------------ | ---------- |
| Єрланбіке Катаї | до 65 кг  | Призрені (AUS) W 3–1 PP | Ганзорігіїн (MGL) L 0–3 PO | Завершив виступ    | Завершив виступ    | Завершив виступ    | Завершив виступ    | Завершив виступ    | 12         |
| Бі Шеньфень     | до 86 кг  | Bye                     | Шаріфов (AZE) L 0–4 ST     | Завершив виступ    | Завершив виступ    | Завершив виступ    | Завершив виступ    | Завершив виступ    | 19         |
| Ден Чживей      | до 125 кг | Bye                     | Беріанідзе (ARM) L 1–3 PP  | Завершив виступ    | Завершив виступ    | Завершив виступ    | Завершив виступ    | Завершив виступ    | 13         |

Греко-римська боротьба
| Спортсмен  | Категорія | Кваліфікація       | 1/8 фіналу                  | Чвертьфінал            | Півфінал           | Втішний поєдинок 1 | Втішний поєдинок 2     | Фінал / БМ         | Фінал / БМ |
| Спортсмен  | Категорія | Суперник Результат | Суперник Результат          | Суперник Результат     | Суперник Результат | Суперник Результат | Суперник Результат     | Суперник Результат | Місце      |
| ---------- | --------- | ------------------ | --------------------------- | ---------------------- | ------------------ | ------------------ | ---------------------- | ------------------ | ---------- |
| Ван Лумінь | до 59 кг  | Bye                | Монтаньйо (ECU) W 4–0 ST    | Борреро (CUB) L 0–4 ST | Завершив виступ    | Bye                | Ералієв (KGZ) L 1–3 PP | Завершив виступ    | 8          |
| Ян Бінь    | до 75 кг  | Bye                | Аєт Ікрам (MAR) W 3–0 PO    | Власов (RUS) L 0–4 ST  | Завершив виступ    | Bye                | Кім Х У (KOR) L 1–3 PP | Завершив виступ    | 9          |
| Пенг Фей   | до 85 кг  | Bye                | Гамзатов (BLR) L 0–3 PO     | Завершив виступ        | Завершив виступ    | Завершив виступ    | Завершив виступ        | Завершив виступ    | 17         |
| Сяо Ді     | до 98 кг  | Bye                | Луго (CUB) L 0–3 PO         | Завершив виступ        | Завершив виступ    | Bye                | Резаеї (IRI) L 0–3 PO  | Завершив виступ    | 19         |
| Мен Цян    | до 130 кг | Bye                | Бабаджанзаде (IRI) L 1–3 PP | Завершив виступ        | Завершив виступ    | Завершив виступ    | Завершив виступ        | Завершив виступ    | 13         |

Жінки
| Спортсменка  | Категорія | Кваліфікація          | 1/8 фіналу              | Чвертьфінал              | Півфінал              | Втішний поєдинок 1      | Втішний поєдинок 2      | Фінал / БМ              | Фінал / БМ |
| Спортсменка  | Категорія | Суперниця Результат   | Суперниця Результат     | Суперниця Результат      | Суперниця Результат   | Суперниця Результат     | Суперниця Результат     | Суперниця Результат     | Місце      |
| ------------ | --------- | --------------------- | ----------------------- | ------------------------ | --------------------- | ----------------------- | ----------------------- | ----------------------- | ---------- |
| Сунь Янань   | до 48 кг  | Bye                   | М'ян (CAN) W 4–1 SP     | Фогат (IND) W 5–0 VB     | Тосака (JPN) L 1–3 PP | Bye                     | Bye                     | Ешимова (KAZ) W 4–0 ST  | 3          |
| Чжун Сюечунь | до 53 кг  | Геммер (GER) W 3–1 PP | Мароуліс (USA) L 0–4 ST | Завершила виступ         | Завершила виступ      | Халваджи (UKR) W 4–1 SP | Чон М С (PRK) W 3–1 PP  | Маттсон (SWE) L 0–3 PO  | 5          |
| Сю Жуй       | до 63 кг  | Bye                   | Ткач (UKR) W 3–1 PP     | Тражукова (RUS) L 1–3 PP | Завершила виступ      | Завершила виступ        | Завершила виступ        | Завершила виступ        | 11         |
| Чжоу Фен     | до 69 кг  | Bye                   | Фоккен (GER) L 1–3 PP   | Завершила виступ         | Завершила виступ      | Завершила виступ        | Завершила виступ        | Завершила виступ        | 12         |
| Чжан Фенлью  | до 75 кг  | Bye                   | Мяе (EST) W 3–1 PP      | Вібе (CAN) L 1–3 PP      | Завершила виступ      | Bye                     | Зельмаєр (GER) W 4–0 ST | Марзалюк (BLR) W 3–1 PP | 3          |